# 日南市
日南市（にちなんし）は、宮崎県南部にある市。伊東氏飫肥藩の城下町として繁栄した「九州の小京都」と称される飫肥（おび）や、風光明媚な日南海岸国定公園などを擁する歴史と自然あふれる観光の街である。東は太平洋の日向灘に面する。

## 地理
鰐塚山系の山地に囲まれている。市の面積の約78パーセントは森林であり、その多くは特産の飫肥杉で占められている。森林セラピー基地認定地域。
市内を東西を貫く形で酒谷川（さかたにがわ）が流れる。この川は河口付近で広渡川（ひろとがわ）と合流し、太平洋に注ぐ。

### 人口
| |                                        |  |
| 日南市と全国の年齢別人口分布（2005年） | 日南市の年齢・男女別人口分布（2005年） |  |
| ■紫色 ― 日南市 ■緑色 ― 日本全国 | ■青色 ― 男性 ■赤色 ― 女性              |  |
| 日南市（に相当する地域）の人口の推移 \| 1970年（昭和45年） \| 72,231人 \| \| \| 1975年（昭和50年） \| 70,768人 \| \| \| 1980年（昭和55年） \| 72,785人 \| \| \| 1985年（昭和60年） \| 71,535人 \| \| \| 1990年（平成2年） \| 68,176人 \| \| \| 1995年（平成7年） \| 65,809人 \| \| \| 2000年（平成12年） \| 63,421人 \| \| \| 2005年（平成17年） \| 60,914人 \| \| \| 2010年（平成22年） \| 57,689人 \| \| \| 2015年（平成27年） \| 54,090人 \| \| \| 2020年（令和2年） \| 50,848人 \| \| |                                        |  |
| 総務省統計局 国勢調査より |                                        |  |
| 1970年（昭和45年） | 72,231人                               |  |
| 1975年（昭和50年） | 70,768人                               |  |
| 1980年（昭和55年） | 72,785人                               |  |
| 1985年（昭和60年） | 71,535人                               |  |
| 1990年（平成2年） | 68,176人                               |  |
| 1995年（平成7年） | 65,809人                               |  |
| 2000年（平成12年） | 63,421人                               |  |
| 2005年（平成17年） | 60,914人                               |  |
| 2010年（平成22年） | 57,689人                               |  |
| 2015年（平成27年） | 54,090人                               |  |
| 2020年（令和2年） | 50,848人                               |  |

### 気候
日本海流の影響により温暖な気候で、雨量も豊富である。また、夏から秋にかけては頻繁に台風が接近し、大きな被害を受けることもある。
| 油津特別地域気象観測所（日南市油津、標高3m）の気候           | 油津特別地域気象観測所（日南市油津、標高3m）の気候 | 油津特別地域気象観測所（日南市油津、標高3m）の気候 | 油津特別地域気象観測所（日南市油津、標高3m）の気候 | 油津特別地域気象観測所（日南市油津、標高3m）の気候 | 油津特別地域気象観測所（日南市油津、標高3m）の気候 | 油津特別地域気象観測所（日南市油津、標高3m）の気候 | 油津特別地域気象観測所（日南市油津、標高3m）の気候 | 油津特別地域気象観測所（日南市油津、標高3m）の気候 | 油津特別地域気象観測所（日南市油津、標高3m）の気候 | 油津特別地域気象観測所（日南市油津、標高3m）の気候 | 油津特別地域気象観測所（日南市油津、標高3m）の気候 | 油津特別地域気象観測所（日南市油津、標高3m）の気候 | 油津特別地域気象観測所（日南市油津、標高3m）の気候 |
| 月                                                           | 1月                                                | 2月                                                | 3月                                                | 4月                                                | 5月                                                | 6月                                                | 7月                                                | 8月                                                | 9月                                                | 10月                                               | 11月                                               | 12月                                               | 年                                                 |
| ------------------------------------------------------------ | -------------------------------------------------- | -------------------------------------------------- | -------------------------------------------------- | -------------------------------------------------- | -------------------------------------------------- | -------------------------------------------------- | -------------------------------------------------- | -------------------------------------------------- | -------------------------------------------------- | -------------------------------------------------- | -------------------------------------------------- | -------------------------------------------------- | -------------------------------------------------- |
| 最高気温記録 °C （°F）                                       | 26.3 (79.3)                                        | 24.7 (76.5)                                        | 27.5 (81.5)                                        | 30.0 (86)                                          | 33.0 (91.4)                                        | 34.5 (94.1)                                        | 37.5 (99.5)                                        | 38.1 (100.6)                                       | 36.2 (97.2)                                        | 32.5 (90.5)                                        | 29.9 (85.8)                                        | 24.3 (75.7)                                        | 38.1 (100.6)                                       |
| 平均最高気温 °C （°F）                                       | 13.6 (56.5)                                        | 14.6 (58.3)                                        | 17.3 (63.1)                                        | 21.2 (70.2)                                        | 24.6 (76.3)                                        | 26.6 (79.9)                                        | 30.8 (87.4)                                        | 31.5 (88.7)                                        | 28.9 (84)                                          | 24.9 (76.8)                                        | 20.4 (68.7)                                        | 15.7 (60.3)                                        | 22.5 (72.5)                                        |
| 日平均気温 °C （°F）                                         | 8.9 (48)                                           | 10.0 (50)                                          | 12.9 (55.2)                                        | 16.9 (62.4)                                        | 20.6 (69.1)                                        | 23.4 (74.1)                                        | 27.2 (81)                                          | 27.8 (82)                                          | 25.3 (77.5)                                        | 20.9 (69.6)                                        | 15.9 (60.6)                                        | 10.9 (51.6)                                        | 18.4 (65.1)                                        |
| 平均最低気温 °C （°F）                                       | 4.6 (40.3)                                         | 5.6 (42.1)                                         | 8.5 (47.3)                                         | 12.6 (54.7)                                        | 16.8 (62.2)                                        | 20.6 (69.1)                                        | 24.4 (75.9)                                        | 24.9 (76.8)                                        | 22.3 (72.1)                                        | 17.4 (63.3)                                        | 12.0 (53.6)                                        | 6.6 (43.9)                                         | 14.7 (58.5)                                        |
| 最低気温記録 °C （°F）                                       | −5.1 (22.8)                                        | −4.6 (23.7)                                        | −2.7 (27.1)                                        | 0.1 (32.2)                                         | 7.4 (45.3)                                         | 12.5 (54.5)                                        | 16.7 (62.1)                                        | 17.5 (63.5)                                        | 11.6 (52.9)                                        | 4.4 (39.9)                                         | −0.7 (30.7)                                        | −4.8 (23.4)                                        | −5.1 (22.8)                                        |
| 降水量 mm （inch）                                           | 83.9 (3.303)                                       | 132.5 (5.217)                                      | 193.2 (7.606)                                      | 236.7 (9.319)                                      | 247.6 (9.748)                                      | 564.7 (22.232)                                     | 310.4 (12.22)                                      | 230.8 (9.087)                                      | 307.1 (12.091)                                     | 227.8 (8.969)                                      | 137.0 (5.394)                                      | 92.1 (3.626)                                       | 2,763.8 (108.811)                                  |
| 平均降水日数 （≥0.5 mm）                                     | 7.2                                                | 9.0                                                | 12.3                                               | 11.8                                               | 11.8                                               | 18.3                                               | 12.7                                               | 13.8                                               | 13.6                                               | 9.8                                                | 9.0                                                | 6.5                                                | 135.7                                              |
| % 湿度                                                       | 63                                                 | 65                                                 | 67                                                 | 70                                                 | 74                                                 | 82                                                 | 80                                                 | 80                                                 | 78                                                 | 73                                                 | 71                                                 | 66                                                 | 72                                                 |
| 平均月間日照時間                                             | 169.3                                              | 151.5                                              | 161.1                                              | 166.7                                              | 167.3                                              | 109.3                                              | 188.8                                              | 202.4                                              | 154.9                                              | 161.0                                              | 154.0                                              | 165.1                                              | 1,951.4                                            |
| 出典：気象庁（平均値：1991年 - 2020年、極値：1949年 - 現在） |                                                    |                                                    |                                                    |                                                    |                                                    |                                                    |                                                    |                                                    |                                                    |                                                    |                                                    |                                                    |                                                    |

## 歴史
戦国期は、天然の良港油津（あぶらつ）港を扼す飫肥城を巡って、戦国大名の伊東氏と大隅国・日向国の守護職の島津氏の100年以上にわたる国盗りの舞台となった。江戸時代は一貫して伊東氏飫肥藩5万7千石の城下町として繁栄した。
市としての歴史は1950年1月1日の南那珂郡飫肥町、吾田町、油津町および東郷村の4町村の合併から始まる。この合併協議においては、城下町としての歴史と文化を色濃く残す商業の中心・飫肥町と、古くから漁師町として知られ､漁業や海運業を中心とした活気ある港町・油津町の、双方の住民の意識や性格の相違、庁舎設置の主導権争いなどが原因で何度も協議が決裂しそうになった。それでも協議を続け、新庁舎を両町の中間であり、新市の中央にある吾田町に置くなど、双方が歩み寄ったことでようやく調印できる段階にまでこぎつけた。しかし、新市名の協議で油津町は「油津市」、飫肥町は「飫肥市」を提案した事でまたしても両町が対立。再び協議の決裂が起こりかねない状況になった。その際、他にも「日向市」や「吾平津市」など様々な意見が出されたものの、結局古くから一部で用いられており、日向国（宮崎県の旧国名）、日本の「日」とその南にあるということで「南」の2文字を取って「日南市」に落ち着いた。つまり、この市名そのものが合併の苦難や当時の住民の志を象徴するものとなっている。なお、この合併は昭和の大合併のさきがけになったとされ、当時はまだ珍しかった市町村合併での成功例として参考とすべく多くの市町村が当地を視察に訪れたという。
その後、南那珂郡細田町および鵜戸村（1955年2月11日）、南那珂郡榎原村（一部は南郷町に編入）および酒谷村（1956年4月1日）の編入合併を経た。
平成の大合併の流れに沿い、2004年8月に住民発議により隣接する南那珂郡北郷町および南郷町と『日南市・北郷町・南郷町合併協議会』を設置し、合併の検討を進めた。しかし、両町の住民投票による賛成過半数を受け合併の調印まで行なったにもかかわらず、北郷町議会が合併議案を否決したため計画が頓挫し、2005年5月に協議会を解散した。その後、両町の議会が改選され合併賛成派が多数を占めたことや北郷町の町長選挙で合併賛成派の候補が当選したことなどから、2007年9月28日に合併協議会を再設置。2009年3月30日に合併し、（新）日南市を設置する。新たな日南市の区域は、江戸時代の飫肥藩から清武郷（おおむね宮崎市南部にあたる地域。清武町#近世を参照）を除いた範囲とほぼ同じとなっている。

### 年表

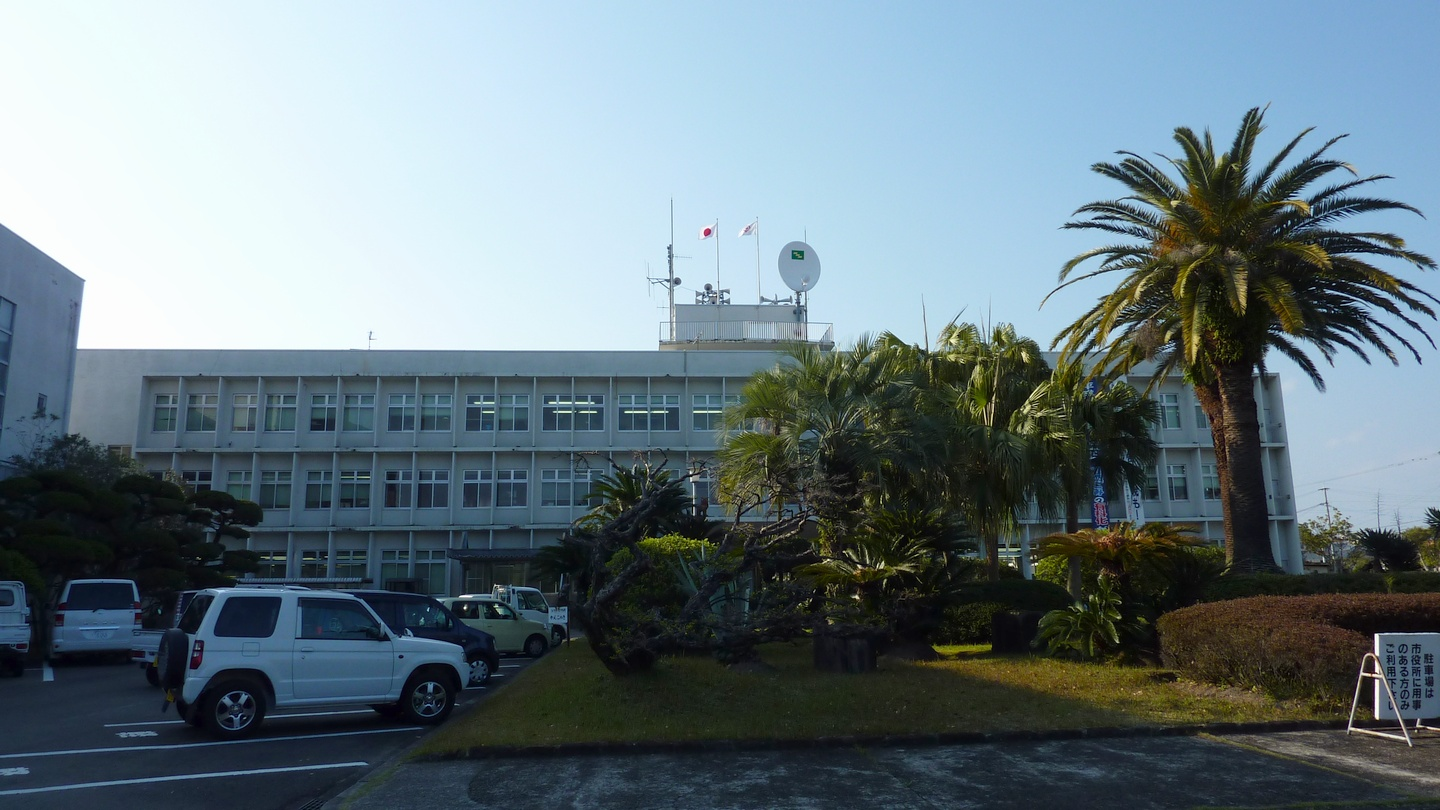
1956年から2017年までの日南市役所本庁舎（2020年度に解体、2023年以降の現庁舎と同所）

- 1889年4月1日 - 町村制施行に伴い南那珂郡に以下の町村が成立。
  - 油津町 ← 油津町
  - 飫肥村 ← 楠原村, 吉野方村, 板敷村, 本町, 今町
  - 吾田村 ← 星倉村, 隈谷村, 戸高村, 平野村, 西弁分村
  - 東郷村 ← 益安村, 松永村, 東弁分村, 平山村, 風田村, 殿所村
  - 細田村 ← 毛吉田村, 萩之嶺村, 上方村, 下方村, 塚田村
  - 鵜戸村 ← 宮浦村, 伊比井村, 富土村
  - 榎原村 ← 大窪村, 橋之口村
  - 酒谷村 ← 酒谷村
  - 南郷村 ← 津屋野村, 谷之口村, 脇本村, 中村, 潟上村, 贄波村
  - 北郷村 ← 北河内村, 郷之原村, 大藤村
- 1900年1月1日 - 飫肥村が町制施行して飫肥町となる。
- 1940年12月1日 - 南郷村が町制施行して南郷町となる。
- 1941年1月1日 - 細田村が町制施行して細田町となる。
- 1948年5月3日 - 吾田村が町制施行して吾田町となる。
- 1950年1月1日 - 油津町，飫肥町，吾田町，東郷村が合併して日南市が成立。
- 1955年2月11日 - 細田町，鵜戸村を編入。
- 1956年4月1日 - 榎原村の一部，酒谷村を編入。
  - 榎原村の残部は南郷町へ編入。
- 1959年1月1日 - 北郷村が町制施行して北郷町となる。
- 2009年3月30日 - 北郷町，南郷町と合併。改めて日南市となる。同時に南那珂郡が消滅する。
- 2017年4月24日 - 国の耐震基準を満たさない市役所庁舎の諸施設（当時の本庁舎など）からの機能移転作業が完了[5]。
- 2024年8月8日 - 日向灘地震が発生し市内で最大震度となる震度6弱を観測。市内で負傷者3人、建物の一部損壊、道路被害などが発生[6]。また、同日には南海トラフ地震臨時情報が初めて発出[7]。避難所が開設された[8]。

## 市政

### 歴代市長
| 代    | 氏名     | 就任年月日    | 退任年月日    | 備考       |
| ----- | -------- | ------------- | ------------- | ---------- |
| 初代  | 谷口義幸 | 2009年4月26日 | 2013年4月25日 | 旧日南市長 |
| 2-3代 | 﨑田恭平 | 2013年4月26日 | 2021年4月25日 |            |
| 4-5代 | 髙橋透   | 2021年4月26日 | 現職          |            |

### 議会
定数:19

## 公共機関

### 県の行政機関
- 日南県税・総務事務所
- 日南保健所
- 南那珂農林振興局
- 日南土木事務所
- 日南警察署

### 国の行政機関
- 法務省宮崎地方法務局日南支局
- 法務省検察庁宮崎地方検察庁日南支部
- 法務省検察庁宮崎地方検察庁日南区検察庁
- 財務省門司税関細島税関支署油津出張所
- 財務省国税庁熊本国税局日南税務署
- 厚生労働省宮崎労働局日南労働基準監督署
- 厚生労働省宮崎労働局日南公共職業安定所
- 国土交通省九州地方整備局宮崎河川国道事務所日南国道維持出張所（道路）
- 国土交通省林野庁九州森林管理局宮崎南部森林管理署
- 国土交通省海上保安庁第十管区海上保安本部宮崎海上保安部
- 防衛省自衛隊宮崎地方協力本部日南地域事務所

### 特殊法人
- 特殊会社
  - 日本郵政株式会社かんぽの宿日南（旧：日南保養センター）
  - 日本郵便株式会社日南郵便局
  - 日本郵便株式会社飫肥郵便局

### 司法機関
- 宮崎地方裁判所日南支部
- 宮崎家庭裁判所日南支部
- 日南簡易裁判所

## 経済

### 産業

#### 農林水産業
主要な産業である。特にカツオの一本釣り漁による水揚げ量は日本一で、2021年に日本農業遺産に認定された。カツオの刺身を醤油ダレで味わう「かつおめし」が郷土料理となっている。

#### 製造業
王子製紙日南工場があり、企業城下町としての一面も併せ持つ。この他にも自動車用冷間鍛造部品メーカーのニチワ本社も立地する。

## テレビ・ラジオ放送
テレビ
- NHK宮崎放送局：総合1、Eテレ2
- UMKテレビ宮崎 3
- mrt宮崎放送 6

AMラジオ
- NHKラジオ第1放送
- NHKラジオ第2放送
- mrtラジオ

FMラジオ
- NHK-FM放送
- エフエム宮崎

ケーブルテレビ
- BTV（日南局）
  - 旧日南市・旧北郷町・旧南郷町ともに、日南局のサービスエリアとなっている。
  - 地上波民放については上記の宮崎県域局に加えて、KYT鹿児島読売テレビとKKB鹿児島放送の区域外再放送を行っている。

## 姉妹都市・提携都市

### 国内
姉妹都市
- 那覇市（沖縄県）
1969年(昭和44年)4月24日 太平洋戦争中、油津港と那覇港を通じて沖縄県民が数多く疎開した縁から姉妹都市提携。
- 犬山市（愛知県）
2000年(平成12年)8月10日 初代飫肥藩主伊東祐兵の娘が、犬山城主成瀬正武(尾張徳川家附家老成瀬正成の弟)の妻であったことから姉妹都市提携。

その他
- 日向の小京都「飫肥」として全国京都会議に加盟している。

### 日本国外
姉妹都市
- ポーツマス（アメリカ合衆国ニューハンプシャー州）
日南市出身の外交官にして当時の第1次桂内閣の外務大臣小村寿太郎が同地で日露戦争の講和条約（ポーツマス条約）を結んだことから。

## 主な地域
ここでは、それぞれの地区に属する町や大字についても記述する。

### 吾田（あがた）地区
人口…約18,800人。

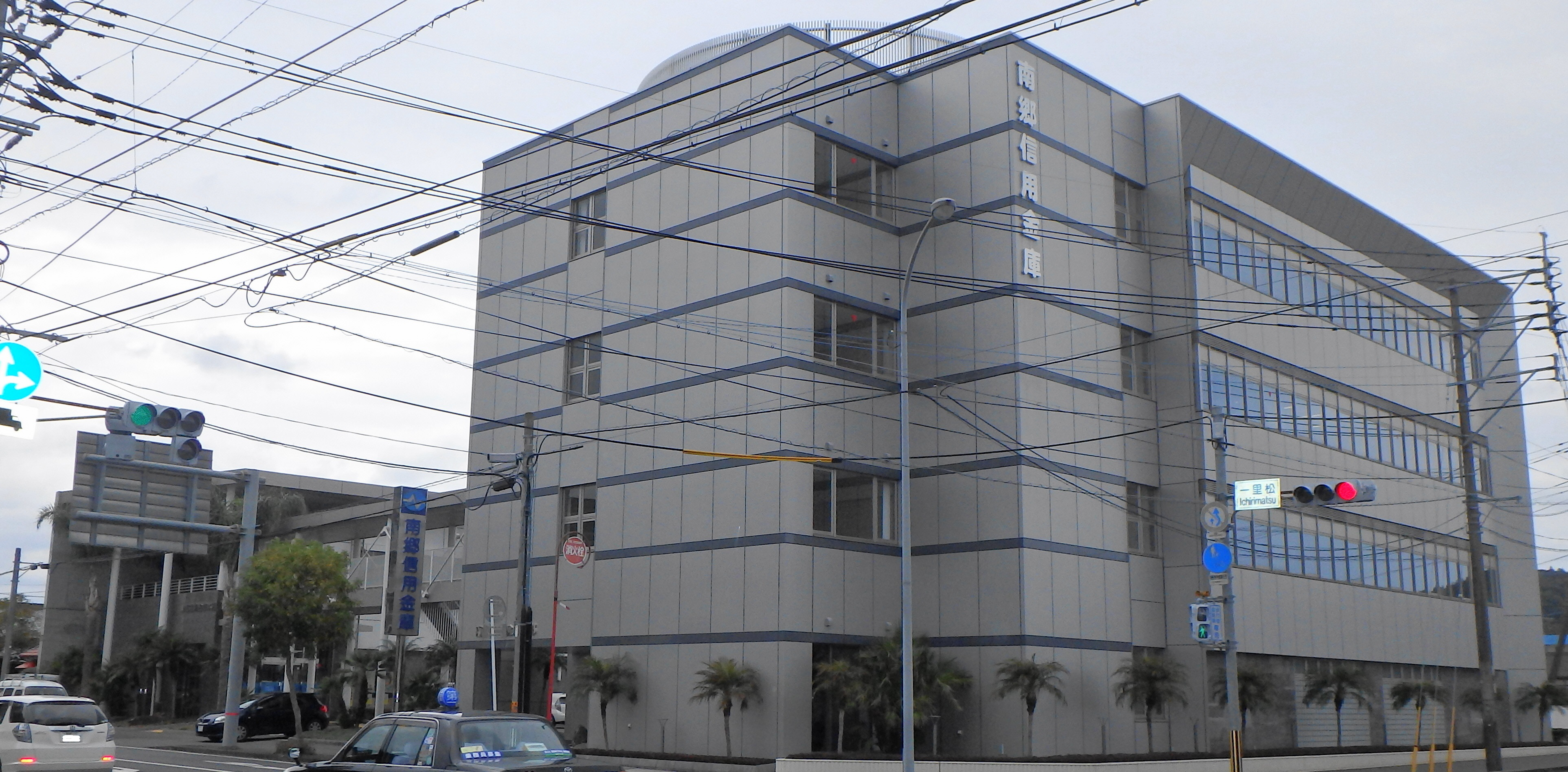
南郷信用金庫本店

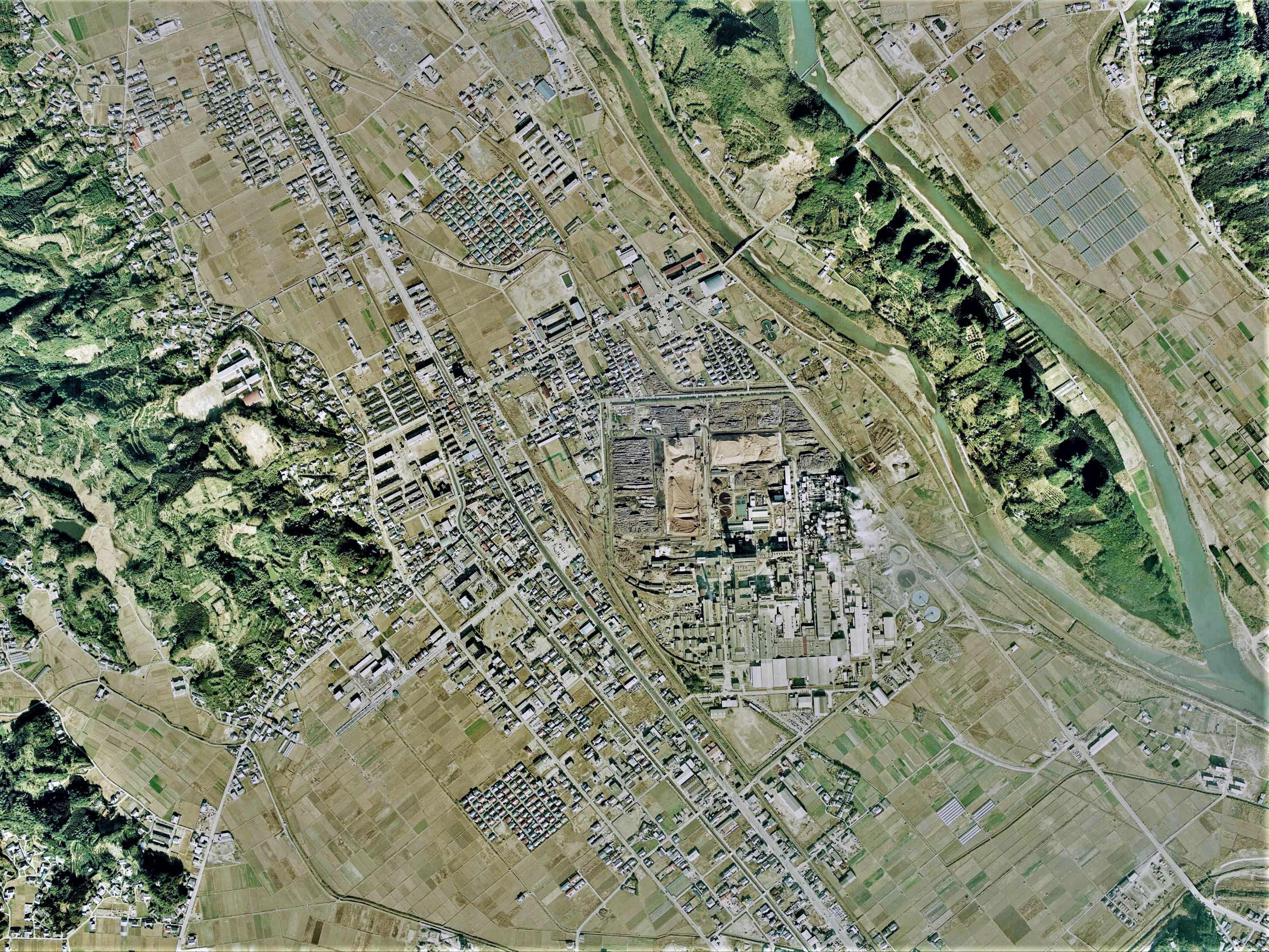
吾田地区中心部周辺の空中写真。
1975年1月14日撮影。。

市庁舎や消防署、警察署が立地し、日南市発足当初から行政の中心地区である。もとが田園地帯で用地確保がしやすかったことから、住宅地が造成されて人口も市内で最も多い。ここ数年、様々な郊外型商業施設の出店が加速し、商業の中心としての役割も担っている。
町・大字
吾田村発足時、ならびに日南市発足時には以下の大字があった。
- 隈谷（甲〜丙）
- 戸高
- 西弁分
- 星倉
- 平野の一部

のちに、区画整理や住居表示実施により以下の町が発足した。
- 上平野町1丁目〜2丁目（平野より。1971年）
- 中央通1丁目〜2丁目(平野より。1971年)
- 時任町（星倉より。1982年）
- 戸高1丁目〜4丁目（戸高より。年不詳）
- 西弁分1丁目〜5丁目（西弁分より。年不詳）
- 星倉1丁目〜6丁目（星倉より。年不詳）
- 吾田東1丁目〜11丁目（戸高・星倉より。2001年）
- 吾田西1丁目〜4丁目（戸高・星倉より。2003年）

### 油津地区
人口…約5,700人。

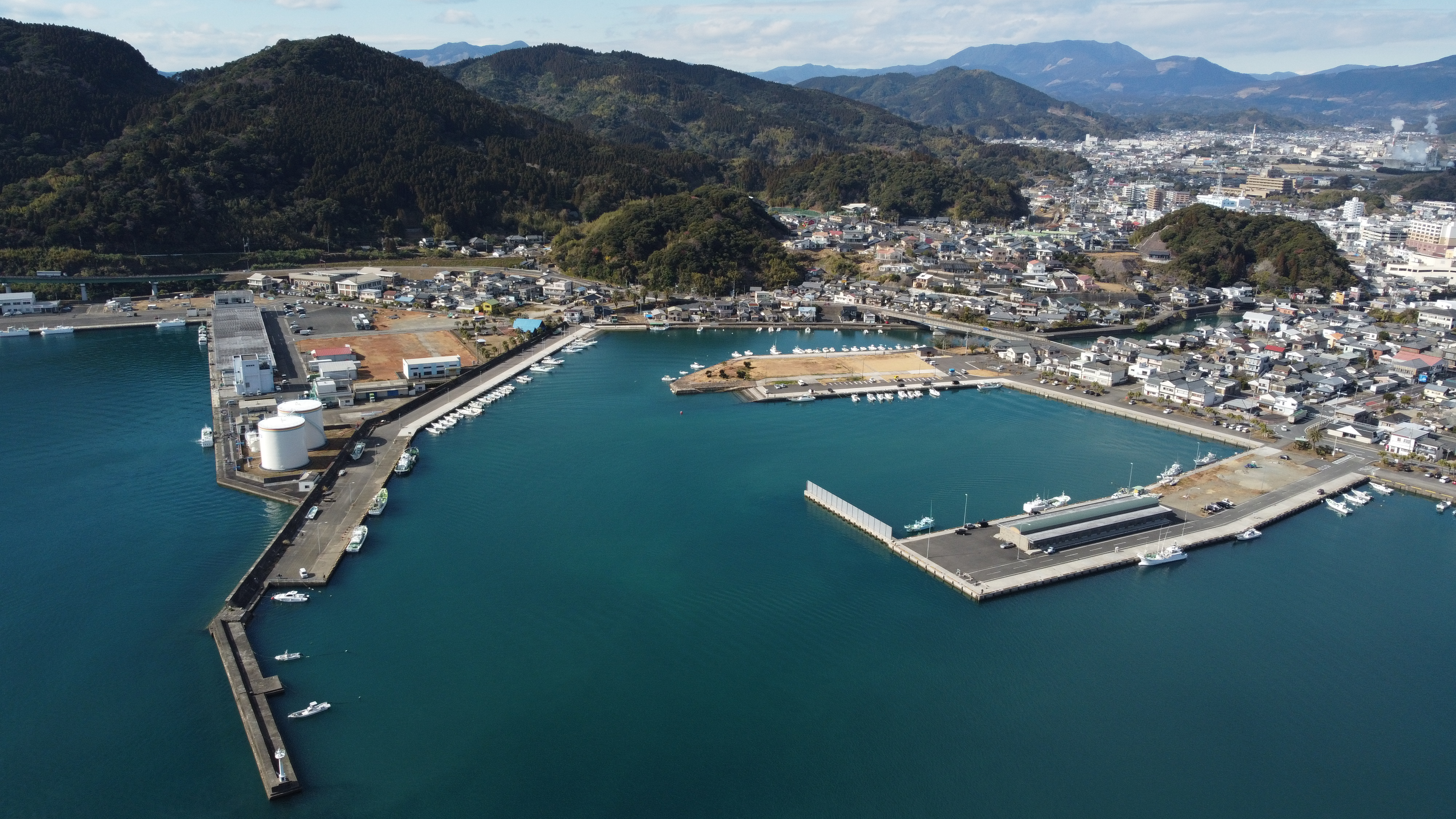
油津港空撮画像（2021年1月8日）

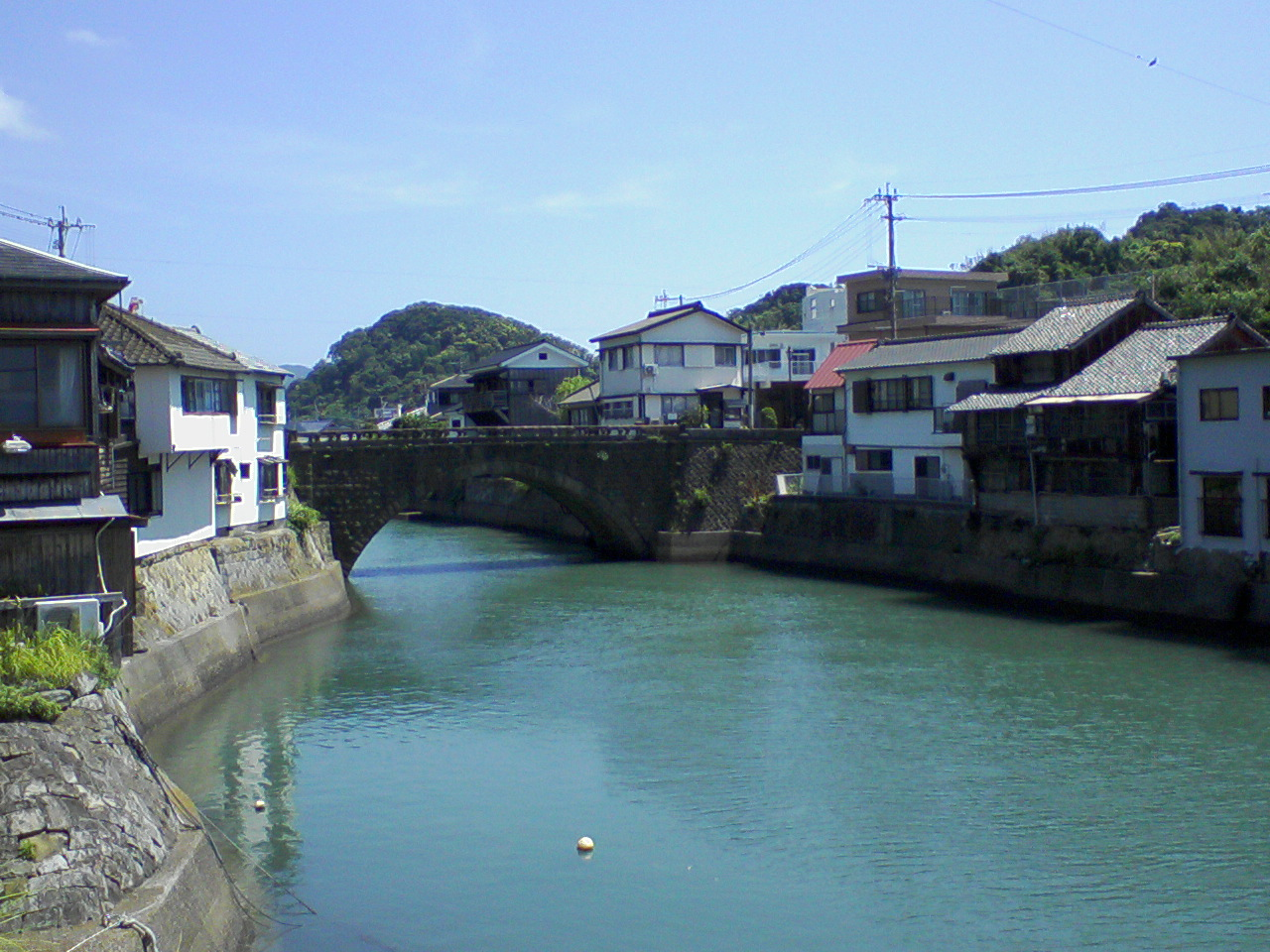
堀川運河と堀川橋

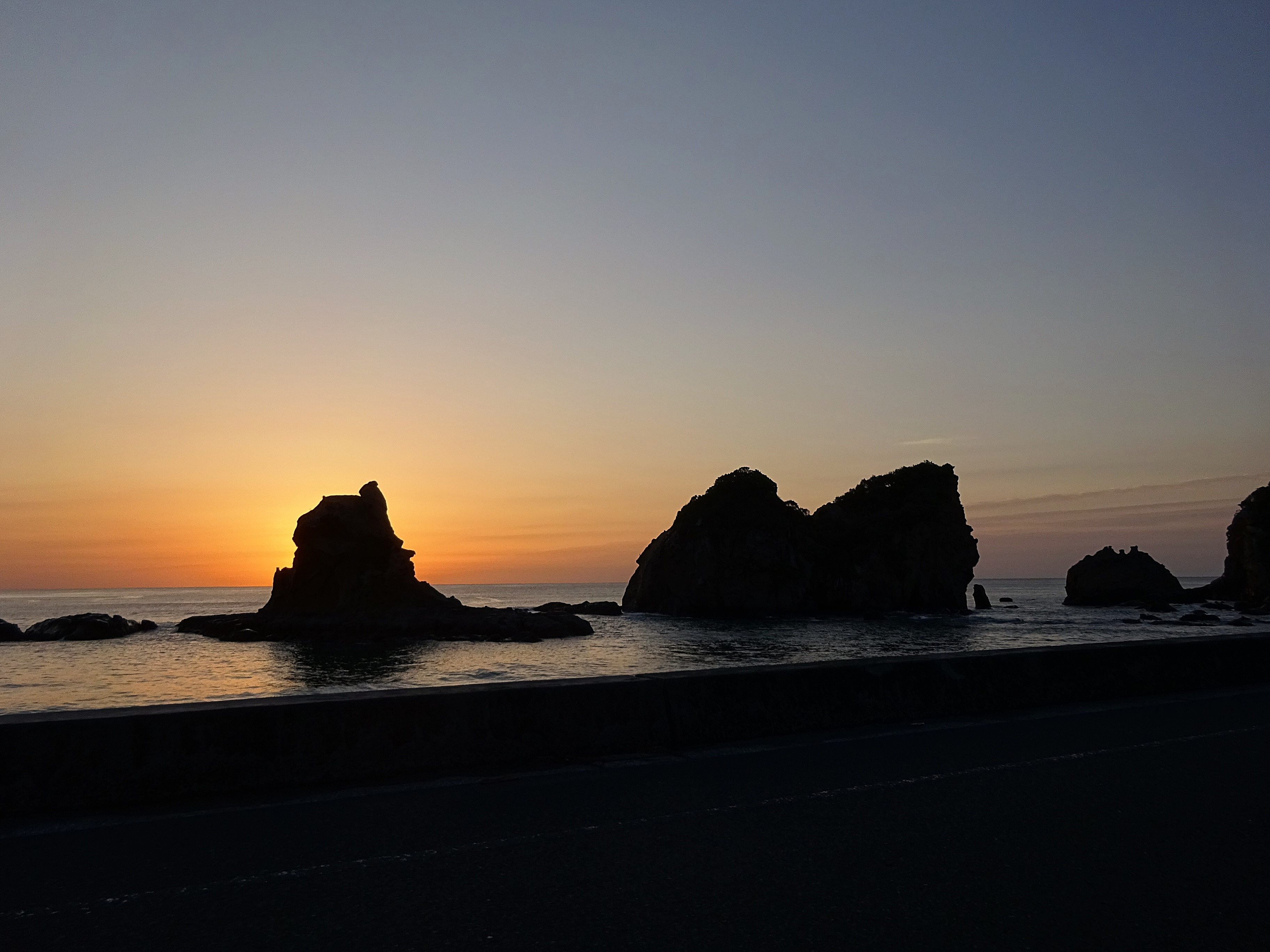
日南市油津のライオン岩（早朝撮影）

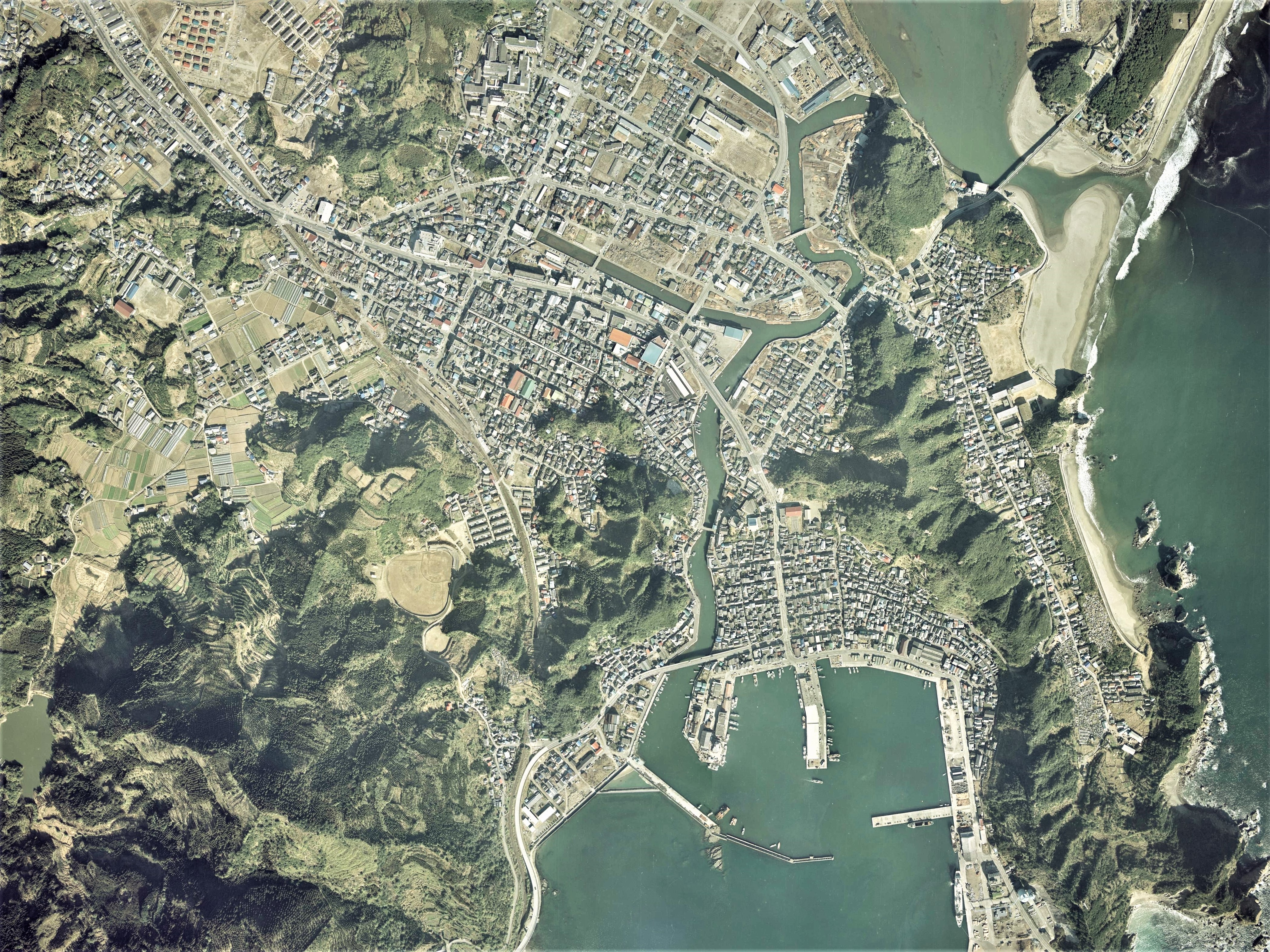
油津地区中心部周辺の空中写真。
1975年1月14日撮影。。

日南市の中で面積が最も小さい地区。かつて「東洋一のマグロ漁港」と言われた油津港を中心とした港町であり、往時を偲ぶ観光地としても脚光を浴びている。サーフィンスポットとして有名な梅ヶ浜がある。
市内最大の商店街やサピア日南ショッピングセンターなどを擁す古くからの商業集積地だが、サピアは核テナント寿屋日南店の撤退や日南山形屋の百貨店営業終了以後精彩を欠き、アーケード街・商店街のシャッター街化も認められ、前述の吾田地区に押されつつあるのが現状である。
町・大字
かつて油津町は、全域で大字を設置していなかったが、のちに吾田村平野の一部を編入し油津町の大字とした。日南市発足時、大字のない部分は大字油津となり、平野は吾田地区の平野と統合された。
- 油津
- 平野の一部（かつては油津平野と通称された）

のちに、区画整理や住居表示実施により以下の町が発足した。
- 油津町→油津1丁目〜3丁目→油津1丁目〜4丁目（油津より。1957年→1979年→年不詳）
- 岩崎町→岩崎1丁目〜3丁目（油津・平野より。1957年→1979年）
- 春日町（平野より。1957年）
- 材木町（平野より。1957年）
- 園田町→園田1丁目〜3丁目（平野より。1957年→1985年）
- 木山町→木山1丁目〜3丁目（平野より。1967年→年不詳）
- 瀬貝町→瀬貝1丁目〜3丁目（平野より。1967年→年不詳）
- 中平野町→中平野1丁目〜4丁目（平野より。1971年→年不詳）
- 西町1丁目〜2丁目（平野より。1984年）
- 梅ケ浜1丁目〜3丁目（油津より。年不詳）
- 瀬西1丁目〜2丁目（平野より。年不詳）
- 天福1丁目〜2丁目（平野より。年不詳）
- 乙姫町（平野より。2000年）

### 飫肥地区
人口…約6,400人。

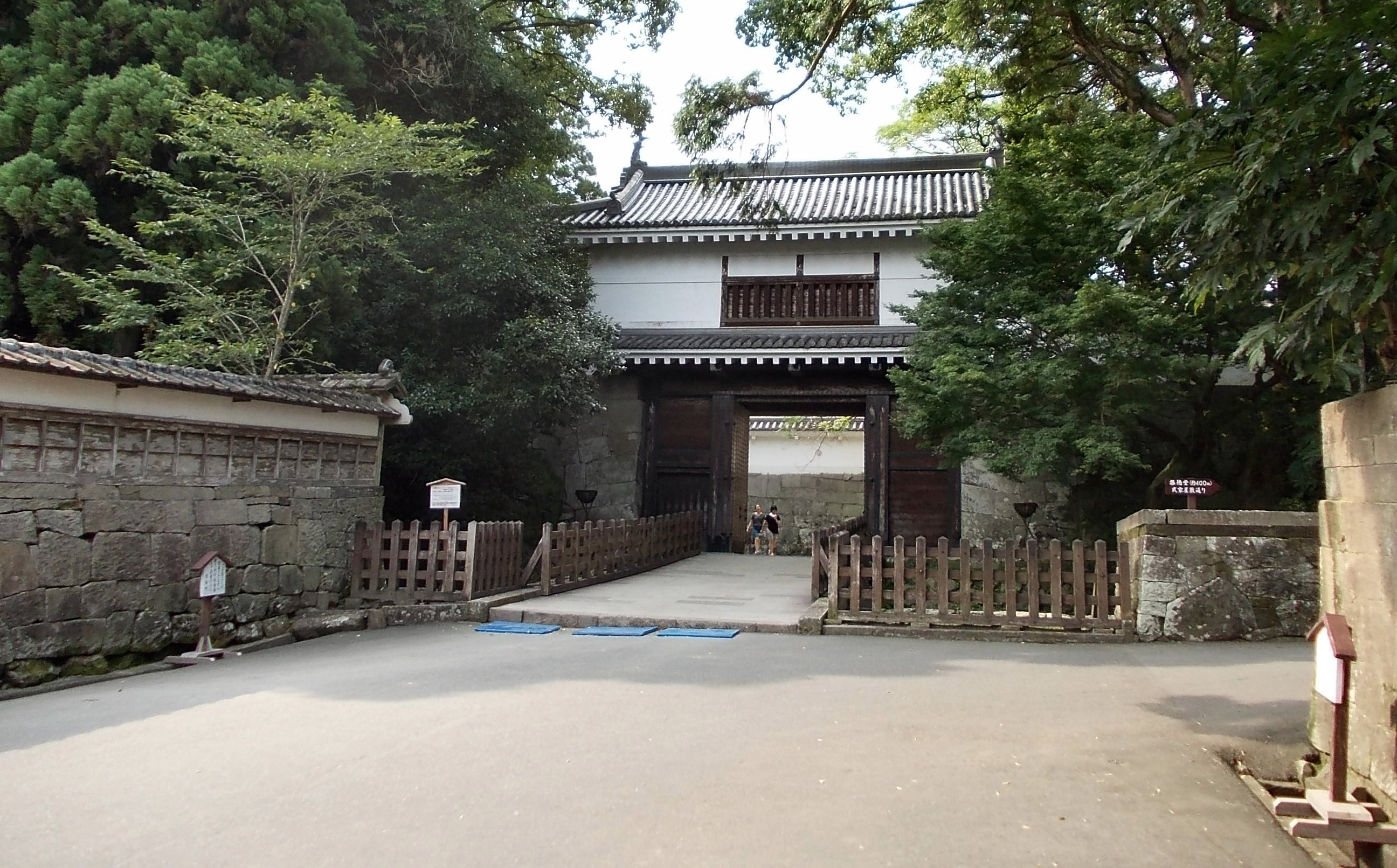
飫肥城大手門

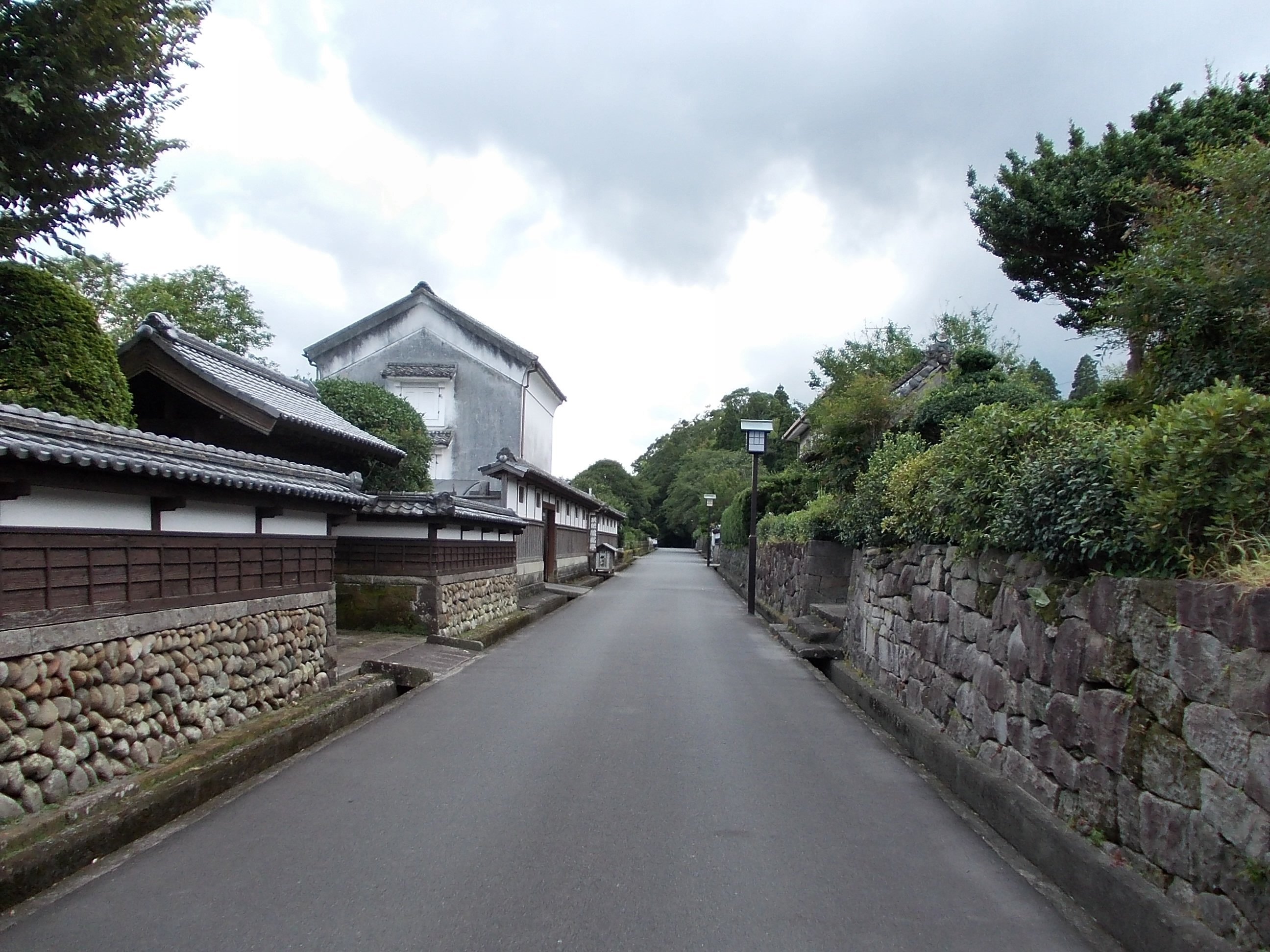
横馬場（武家屋敷通り）

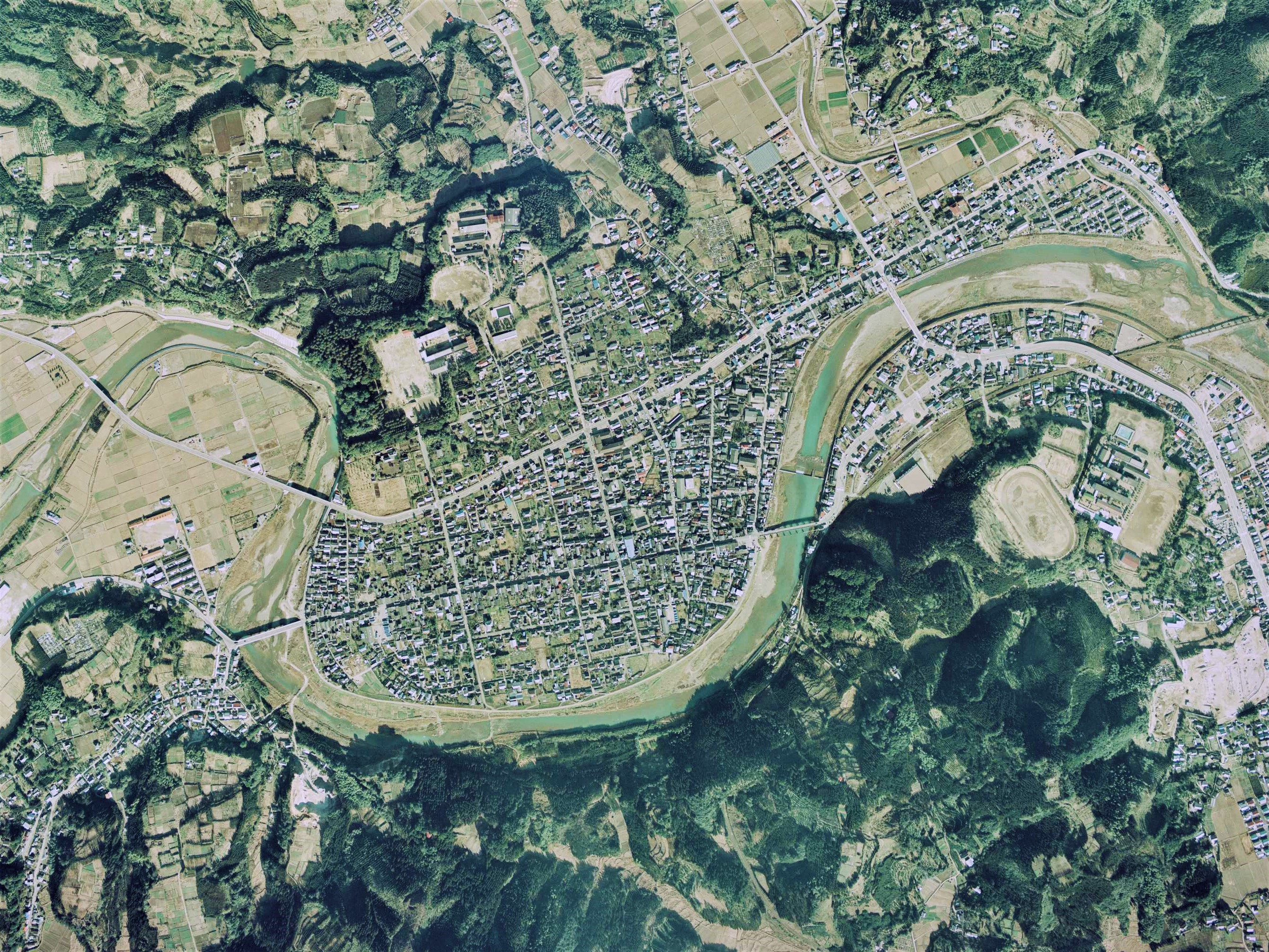
飫肥地区中心部周辺の空中写真。
1975年1月14日撮影。。

江戸時代まで飫肥藩の城下町として繁栄した。1977年に九州・沖縄地方で最初の重要伝統的建造物群保存地区の選定を受け城下町らしい景観と飫肥城を復元をするために大規模な改修を行った。現在は日南の観光地区の役割を果たしている。
町・大字
飫肥村発足時、ならびに日南市発足時には以下の大字があった。
- 板敷
- 今町（のちに今町1丁目〜2丁目となり消滅）
- 楠原
- 本町（のちに飫肥1丁目〜10丁目となり消滅）
- 吉野方

のちに、住居表示実施により以下の町が発足し、2大字が消滅した。
- 今町1丁目〜2丁目（今町より。年不詳）
- 飫肥1丁目〜10丁目（本町より。年不詳）

### 東郷地区
人口…約5,000人。
吾田地区の北にあり、農業が盛んな地区である。
東九州自動車道のインターチェンジの建設予定地でもあり、田が比較的多い。
大字
東郷村発足時、ならびに日南市発足時には以下の大字があった。
- 風田
- 殿所
- 東弁分（甲・乙）
- 平山
- 益安
- 松永

以後、町名設置は行われず現在に至る。

### 鵜戸地区

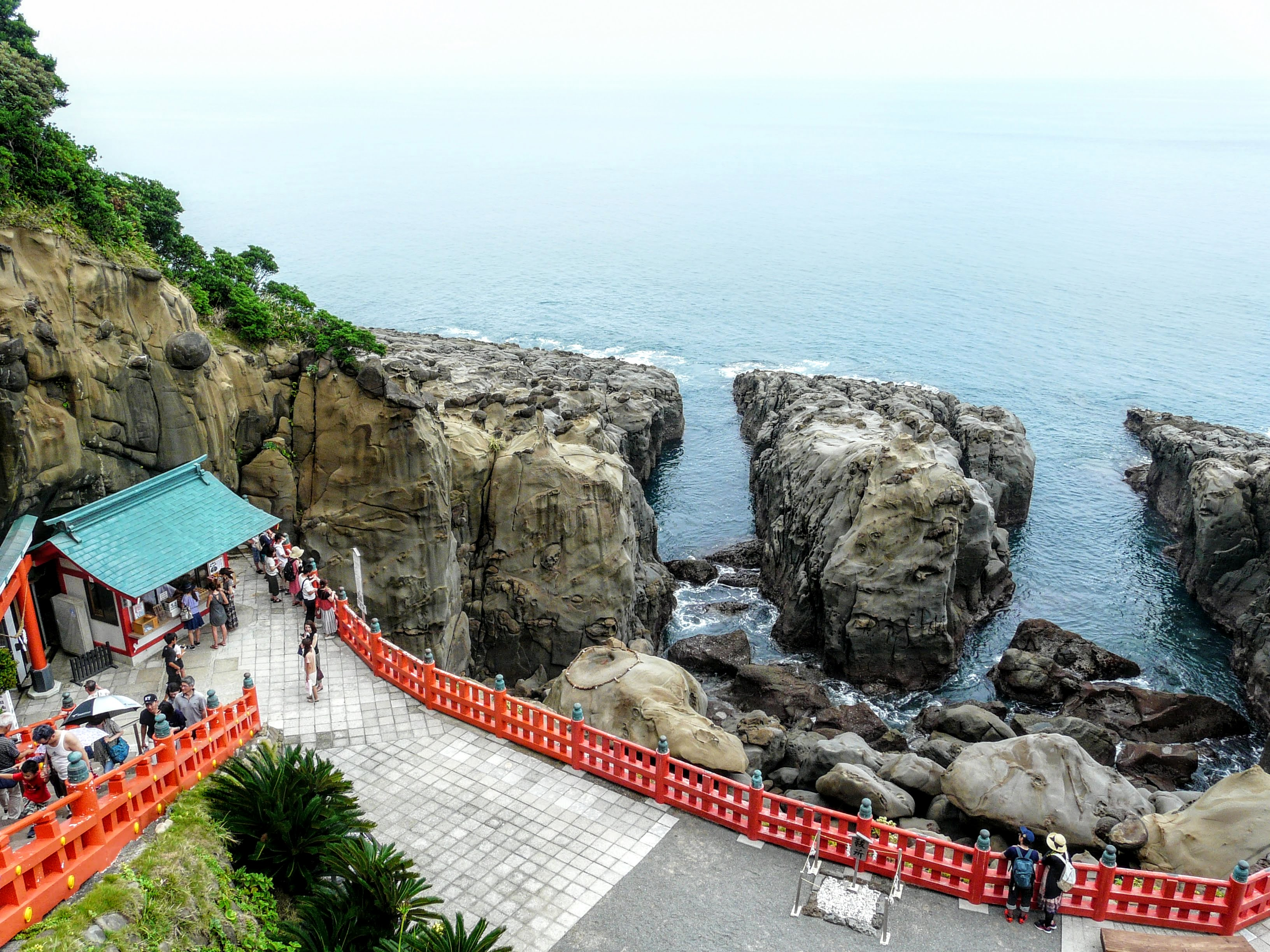
鵜戸神宮

人口…約1,000人。日南市の北東部にある。市内で最も人口の少ない地区。漁業や地形を生かしてポンカンの栽培が盛んである。中心部には鵜戸神宮があり、多くの参拝客が訪れる。また、地質の違いによってできた鬼の洗濯岩、世界で唯一イースター島から複製を認められたモアイ像が設置されているサンメッセ日南がある。サンメッセ日南にモアイ像がある理由だが、イースター島において、1992年から3年かけて日本のモアイ修復チームが倒れていた15体のモアイ（アフ・トンガリキ）を立ち上げた。この奉仕と友情に対し、ラパヌイ（イースター島）の長老会と島民が、日本で復元することを許可したためである。サンメッセ日南では、7体のモアイ象（アフ・アキビ）を完全復刻している。高さ5.5メートル、重さ1体18〜20トン。
園内には、世界の珍しい昆虫の展示やユネスコ本部より直接許可のパネル、蝶の地上絵、売店、レストラン・ファーストフード店などがある。
台風や大雨の際には土砂崩れなどが起こりやすいことから生活道路である国道220号が通行止めになり一時孤立することもある。
大字
鵜戸村発足時、ならびに日南市発足時には以下の大字があった。
- 伊比井
- 富土
- 宮浦

以後、町名設置は行われず現在に至る。

### 酒谷地区
人口…約1,200人。
日南市の中で最も西にある地区。山沿いのため降水量が多い。道の駅酒谷や日本の棚田百選にも選ばれた坂元棚田、キャンプ場など自然を生かした観光地が多い。
大字
酒谷村発足時、ならびに日南市発足時には以下の大字があった。
- 酒谷（甲・乙）

以後、町名設置は行われず現在に至る。

### 細田地区
人口…約4,200人。

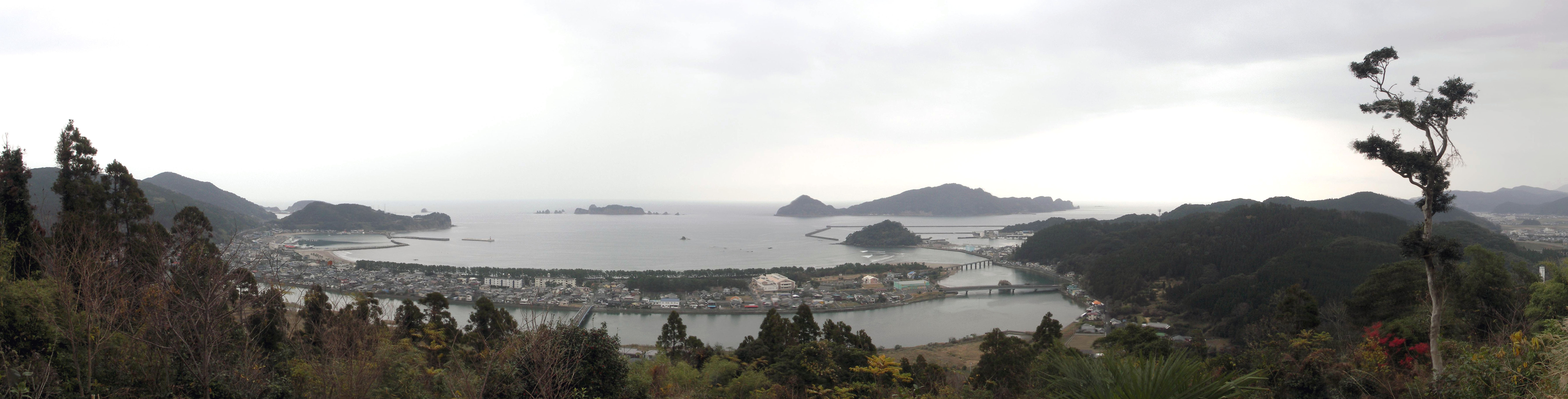
大堂津

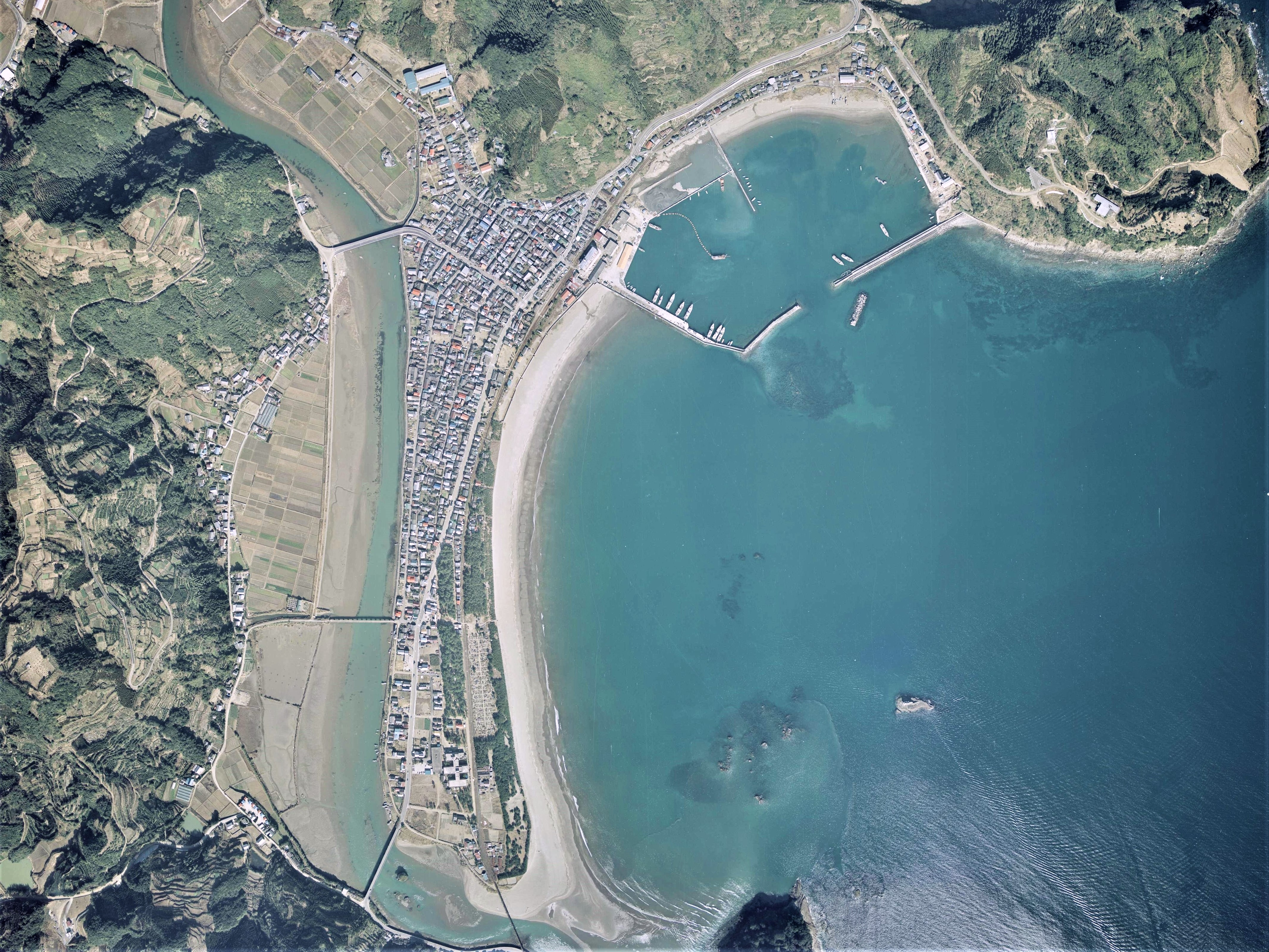
大堂津地区中心部周辺の空中写真。
1975年1月14日撮影の2枚を合成作成。。

日南市の南部に位置。旧榎原村の一部であった大窪地区も含む。沿岸には大堂津港や大堂津海水浴場がある。農業が盛んで早期水稲で栽培された米や極早みかん、スイートピーが特産である。また、みやざき地頭鶏の生産も盛んである。
町・大字
細田村発足時、ならびに日南市発足時には以下の大字があった。
- 上方
- 毛吉田
- 下方
- 塚田（甲・乙）
- 萩之嶺

のちに、榎原村の一部を編入し、以下の大字が当地区として扱われるようになる。
- 大窪

また、日南市発足直後に町名設置が行われ、のちに、住居表示が実施された。
- 大堂津町4丁目〜5丁目→大堂津1丁目〜5丁目（下方より。住居表示実施の年は不詳）

### 北郷地区
人口…約4,700人。

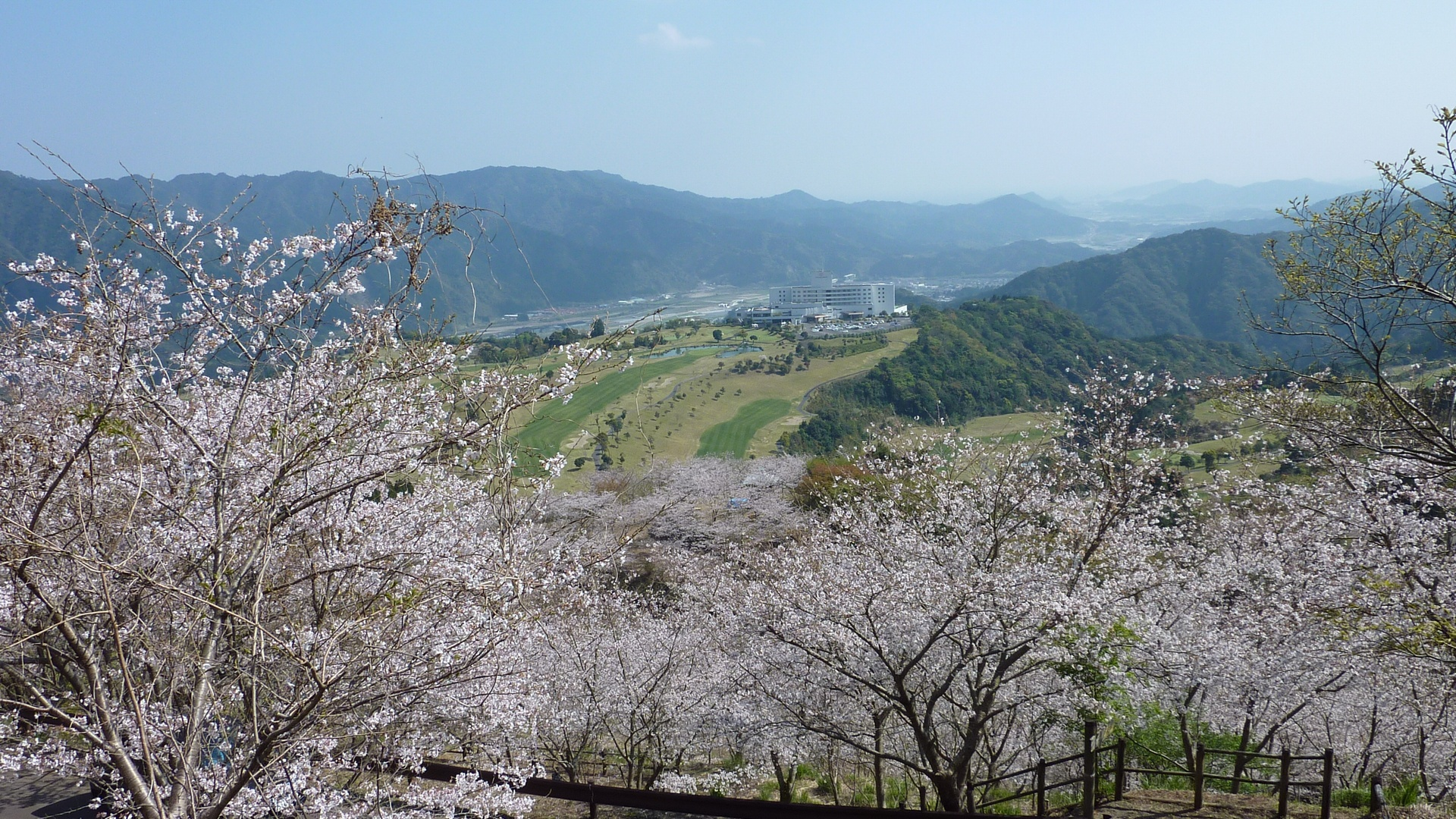
花立公園

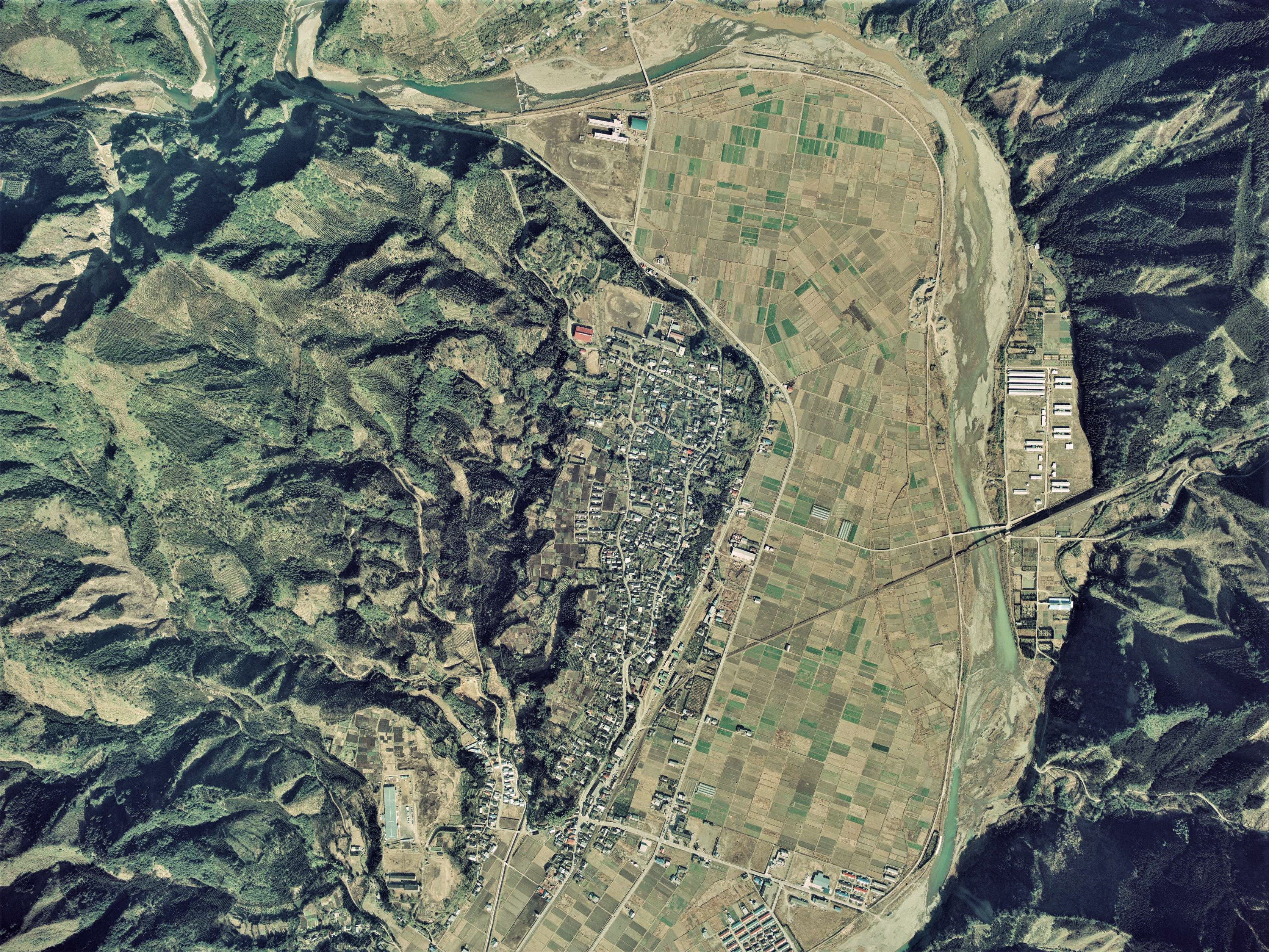
北郷地区中心部周辺の空中写真。
1975年1月20日撮影。。

旧日南市の北側に位置する地区。林業やスイートピーなどの栽培を中心とした農業を基盤産業とする。
大字
日南市に合併した際に、それまでの大字が引き継がれ、大字の前に「北郷町」を冠するようになった。
- 大藤（甲・乙）
- 北河内
- 郷之原（甲・乙）

### 南郷地区
人口…約11,000人。

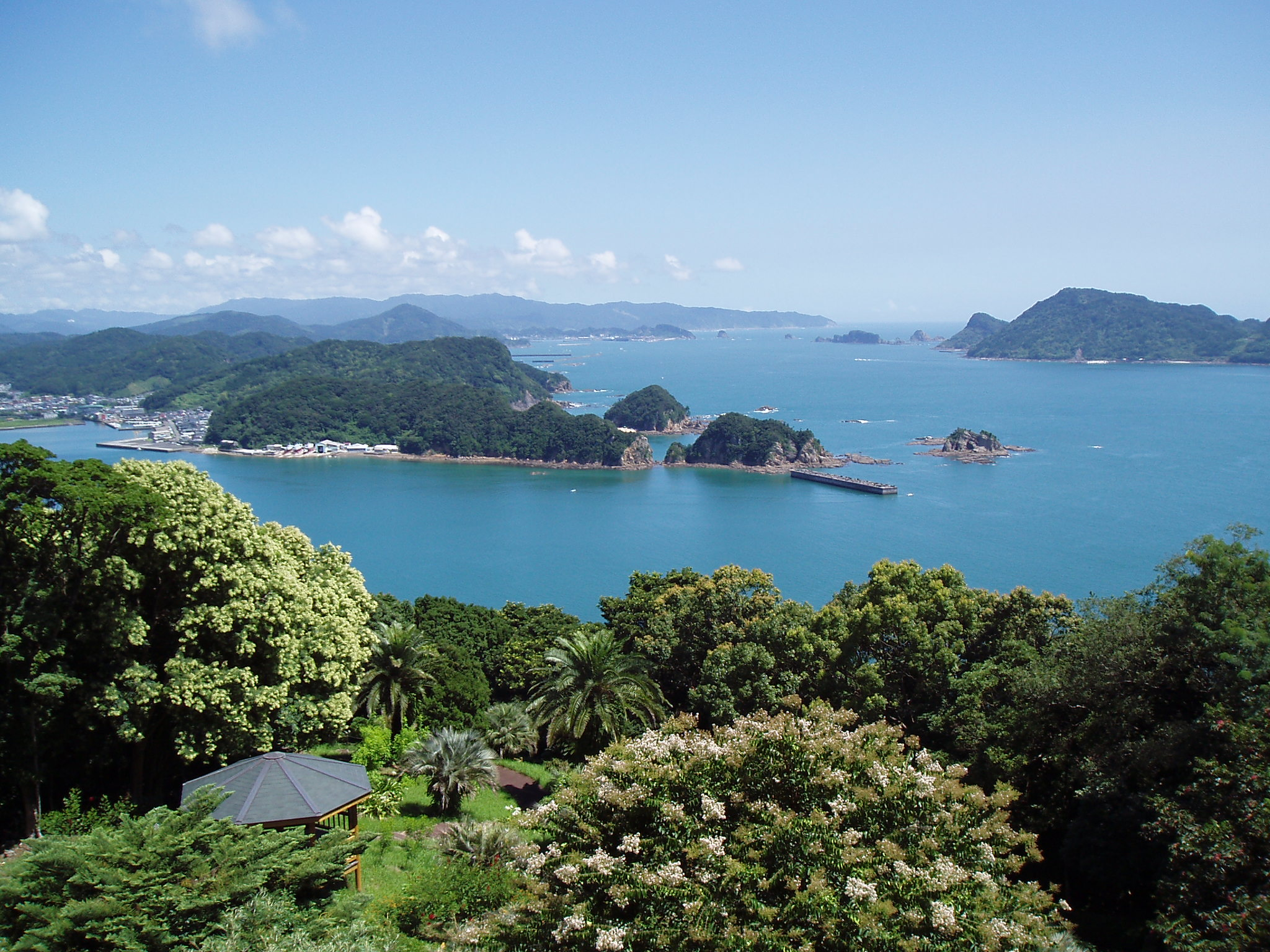
道の駅「なんごう」からの眺望

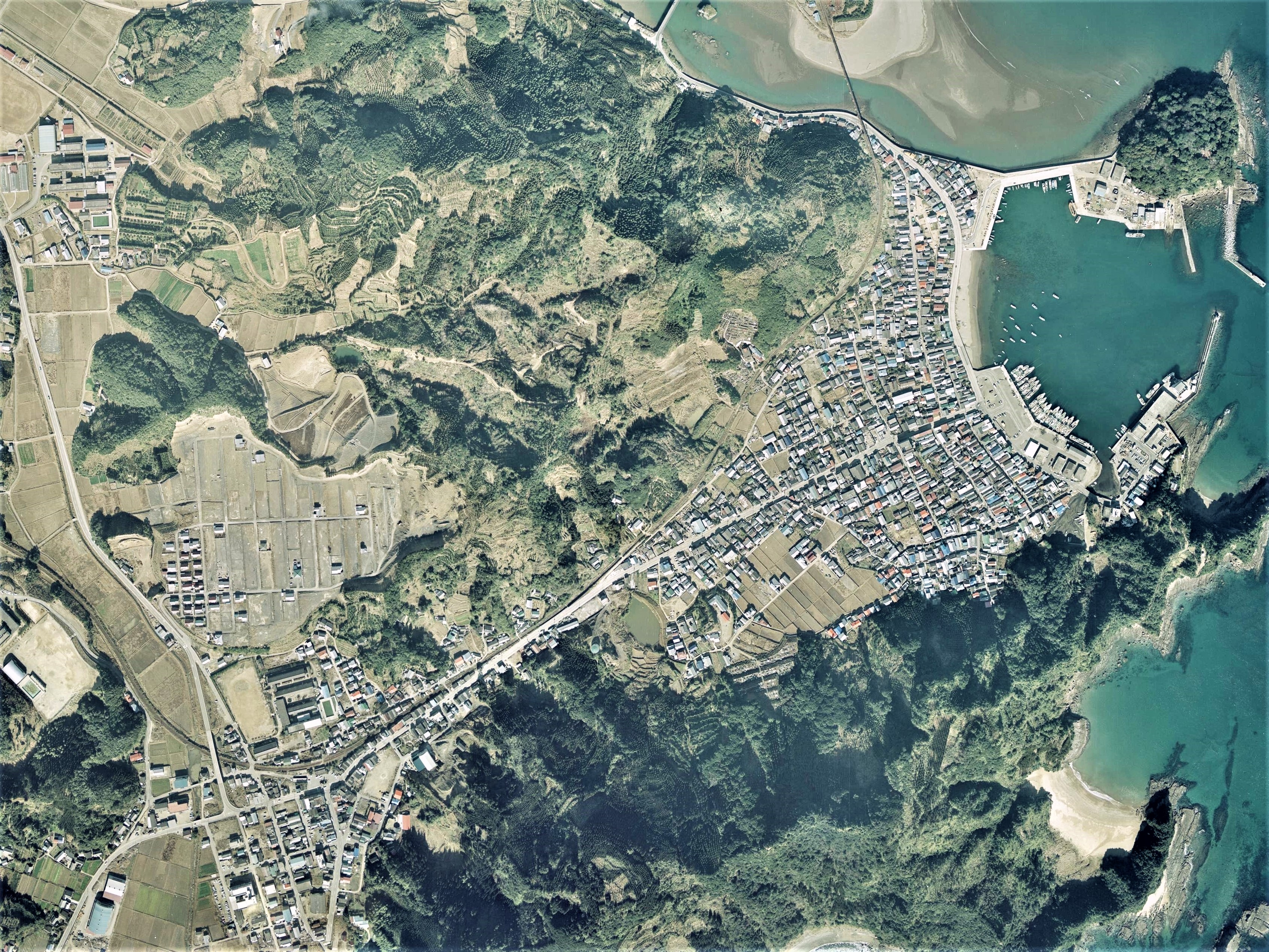
南郷地区中心部周辺の空中写真。
1975年1月14日撮影の2枚を合成作成。。

旧日南市の南側に位置する地区。漁業が盛んである。
町・大字
日南市に合併した際に、それまでの町・大字が引き継がれ、大字の前に「南郷町」を冠するようになった。
- 潟上
- 谷之口
- 津屋野
- 中村
- 贄波
- 脇本（甲・乙）
- 榎原（旧榎原村大窪の一部。大窪の残りは日南市に編入）
- 榎原（甲〜丙）（旧榎原村橋之口）
- 東町（中村より。1971年）
- 南町（中村より。1971年）
- 西町（中村より。1978年）

## 教育

### 小学校
市立
12校（2025年4月時点）
- 日南市立飫肥小学校
- 日南市立油津小学校
- 日南市立吾田小学校
- 日南市立酒谷小学校
- 日南市立大窪小学校
- 日南市立細田小学校
- 日南市立吾田東小学校
- 日南市立桜ヶ丘小学校
- 日南市立大堂津小学校
- 日南市立南郷小学校
- 日南市立潟上小学校
- 日南市立榎原小学校

廃校になった小学校は宮崎県小学校の廃校一覧#日南市を参照。

### 中学校
市立
6校（2025年4月時点）
- 日南市立飫肥中学校
- 日南市立吾田中学校
- 日南市立油津中学校
- 日南市立細田中学校
- 日南市立南郷中学校
- 日南市立榎原中学校

私立
1校（2025年4月時点）
- 日南学園中学校（学校法人日南学園）

廃校になった中学校は宮崎県中学校の廃校一覧#日南市を参照。

### 小中一貫校
市立
3校（2025年4月時点）
- 日南市立日南東郷小中学校（併設型小中一貫校）
- 日南市立鵜戸小中学校（同上）
- 日南市立北郷小中学校（同上）

### 高等学校
公立
2校（2025年4月時点）
- 宮崎県立日南高等学校
- 宮崎県立日南振徳高等学校

私立
1校（2025年4月時点）
- 日南学園高等学校（学校法人日南学園）

廃校になった高等学校は宮崎県高等学校の廃校一覧#日南市を参照。

### 専門学校
- 日南看護専門学校（学校法人日南学園）

### 特別支援学校
- 宮崎県立日南くろしお支援学校（旧・宮崎県立日南養護学校）

## 交通

### 鉄道路線
- 九州旅客鉄道（JR九州）日南線:（宮崎方面） - 伊比井駅 - 北郷駅 - 内之田駅 - 飫肥駅 - 日南駅 - 油津駅 - 大堂津駅 - 南郷駅 - 谷之口駅 - 榎原駅 - （志布志方面）
  - 市内を南北に貫く。モータリゼーションが進んだ地域であるため、通学や高齢者の通院による利用が多い。運行ダイヤは1 - 2時間に1本程度で、南郷駅以南は1日8往復。
  - 観光列車の特急「海幸山幸」（宮崎 - 南郷）が土曜・休日などに運行されており、北郷・飫肥・日南・油津・南郷に停車する。

### 路線バス
- 宮崎交通 - 油津待合所（油津駅前）を拠点として、日南市内路線、宮崎市と日南市を結ぶ路線、日南市と串間市（市木地区・幸島）を結ぶ路線を運行する。
  - 宮崎駅（宮崎市） - 宮交シティ（宮崎市） - 宮崎空港（宮崎市） - 青島（宮崎市） - 鵜戸神宮 - 油津待合所 - 日南駅前 - 飫肥
  - 飫肥 - 日南駅前 - 油津待合所 - 南郷 - 市木（串間市） - 幸島（串間市）
  - 油津待合所 - 日南駅前 - 東郷 - 北郷（さくらアリーナ）
  - 飫肥 - 飫肥駅 - 日南駅前 - 油津待合所 - 油津港
  - 東郷 - 平山
- 日南市コミュニティバス - 旧日南市域・旧北郷町域各2路線。
  - つわぶき号 - 細田・隈谷地区（日南）
  - わかば号 - 酒谷・吉野方地区（日南）
  - 清流号 - 大戸野地区（北郷）
  - さくら号 - 広河原・猪八重地区（北郷）

### 道路
海岸沿いを南北に国道220号が走り、県庁所在地である宮崎市や南の串間市と結ぶ。この路線は風光明媚な日南海岸を通るため観光路線としても重要な道路であるものの、陸地側・海岸側の双方が断崖絶壁であり災害に非常に弱い。このため、北郷町を経由して宮崎市と連絡する内陸側のルートとして県道日南高岡線が1993年2月4日までに整備された。西隣の都城市との連絡には国道222号があり、市内を東西に走る。2つの国道は港のある油津地区で交わる。この他に都井岬・幸島（串間市）方面を海岸沿いに走る国道448号が南郷地区で国道220号から分岐する。
高速道路については、東九州自動車道の日南北郷IC - 日南東郷IC間が2018年3月11日に開通し、宮崎市方面の清武南IC - 日南北郷IC間は2023年3月25日に開通した。また、日南東郷IC以南の区間については国道220号日南・志布志道路（東九州自動車道に並行する一般国道自動車専用道路）として建設される方針であり、2018年3月現在では日南市内の日南東郷IC - 油津IC（仮称）間のみが事業化されているが、油津IC（仮称）以南は事業化されておらず基本計画に留まっている。
加えて、東九州自動車道の清武JCT - 末吉財部IC間（日南市内の全区間を含む）は新直轄方式で整備が行われているため、日南市内のインターチェンジに料金所は設置されておらず、無料での通行が可能となっている。
この区間は国道220号、県道27号、28号の土砂災害・津波災害時の代替路として建設されており、内陸に12本のトンネルを掘削、13本の橋を架けて建設している。この区間で最長となる「猪八重トンネル」は長さ4,858mとなり、開通後、道路用トンネルとしては加久藤トンネルに次いで宮崎県内で2位、九州で第3位の長さとなる予定。
高速道路
- E78 東九州自動車道（日南・志布志道路区間を含む）
  - 【宮崎市 宮崎自動車道 清武JCT方面】 - (31) 日南北郷IC - (32) 日南東郷IC - 油津IC（事業中） - 南郷IC（基本計画） - 【串間市方面】

一般国道
- 国道220号：宮崎市 - 日南市 - 串間市 - 志布志市方面
- 国道222号：日南市 - 都城市
- 国道448号：志布志市方面 - 串間市（海沿い） - 日南市 - 宮崎市

都道府県道（主要地方道のみ）
- 宮崎県道3号日南志布志線
- 宮崎県道27号宮崎北郷線
- 宮崎県道28号日南高岡線
- 宮崎県道33号都城北郷線
- 宮崎県道35号油津港線
- 宮崎県道54号酒谷榎原線

道の駅
- 酒谷（国道222号沿い）
- なんごう（国道448号沿い）
- きたごう（宮崎県道28号日南高岡線沿い）

### 船舶
油津地区に県南最大の港である油津港（特定港）を有するが、漁船や貨物船の利用がほとんどで、油津港からの定期旅客船の発着はない。ただし、南郷地区にある目井津港からは近くにある大島との定期旅客船があり、大島に住む住民や観光客、釣り客を中心に利用されている。同じく南郷地区の外浦港（地方港湾）は海中観光船が発着している。

## 名所・旧跡・観光スポット・祭事・催事
- 日南海岸国定公園
- 飫肥城

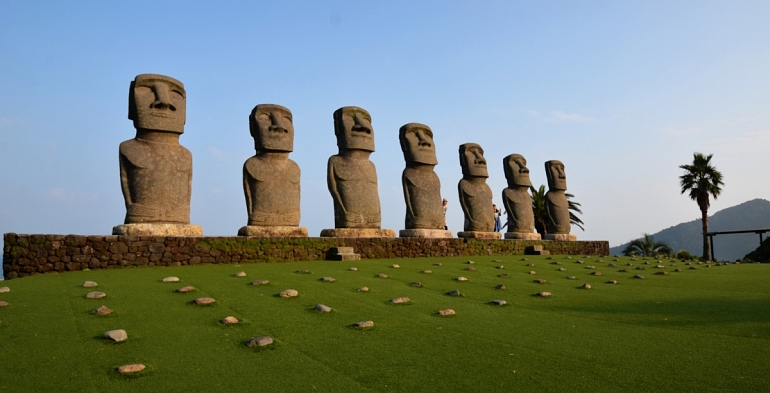
サンメッセ日南のモアイ

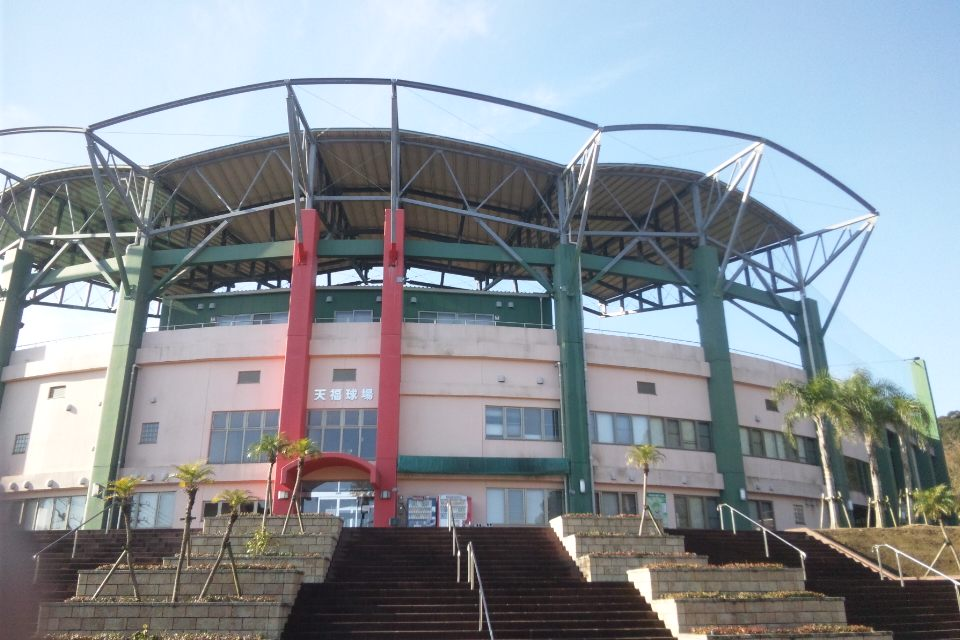
日南市天福球場

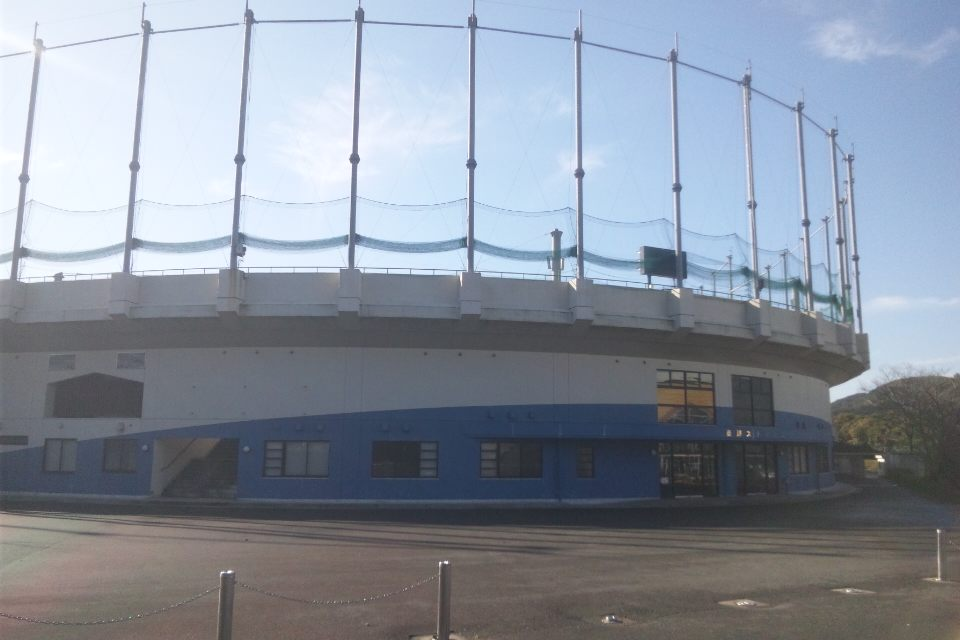
南郷町中央公園野球場

- 飫肥の町並み（重要伝統的建造物群保存地区）
- 伊東家累代廟所・五百禩（いおし）神社
- サンメッセ日南
- 鵜戸神宮
- 猪八重渓谷
- 北郷温泉
- ジェイズ日南リゾート
- 堀川運河
- 日南市天福球場（広島東洋カープの春秋のキャンプ会場 主として1軍が使用）
- 日南総合運動公園野球場（東光寺球場。同上 主として2軍が使用）
- 南郷町中央公園野球場（南郷スタジアム。埼玉西武ライオンズの春秋のキャンプ会場）
- 日南スペース

- 名物
  - サボテンステーキ
  - 厚焼卵
  - おび天
  - 魚うどん

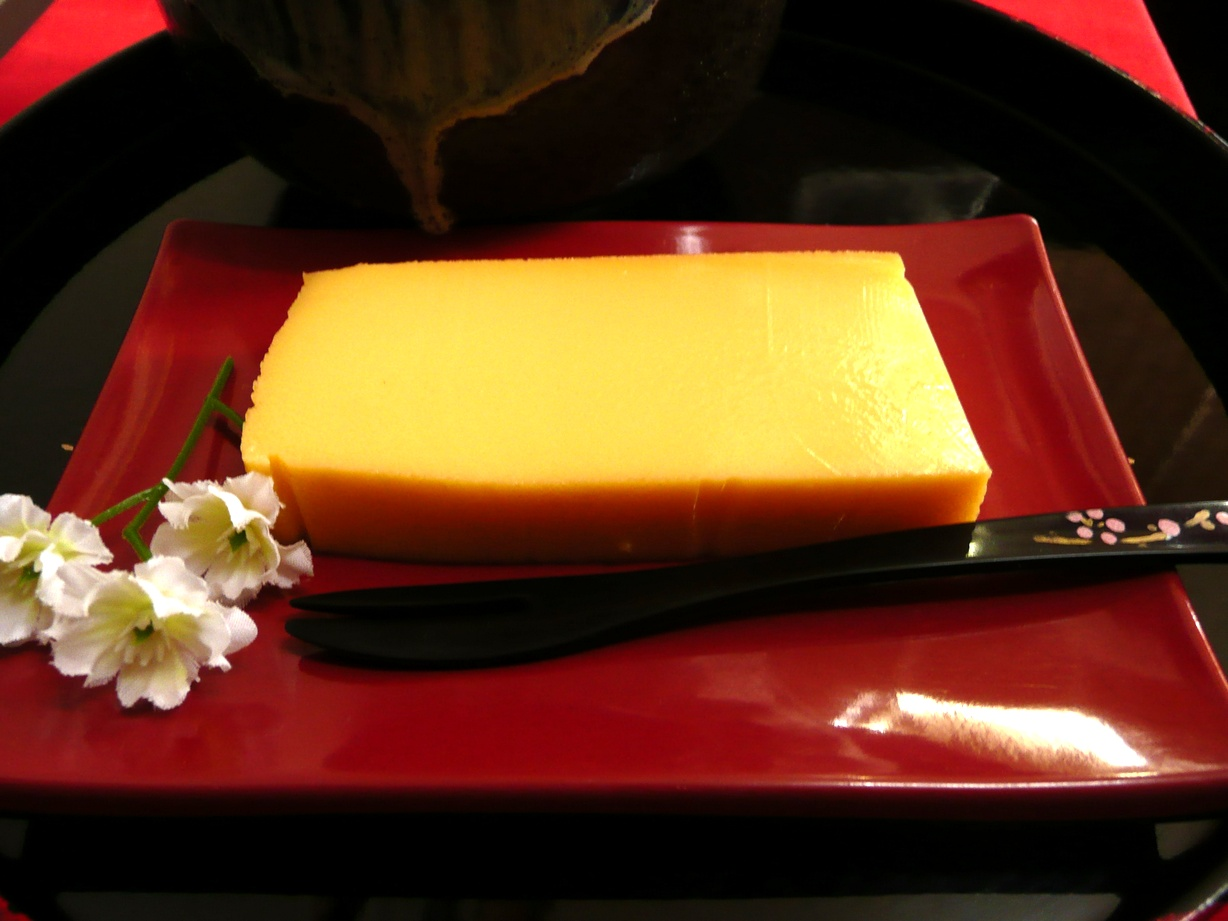
飫肥名物の厚焼き卵

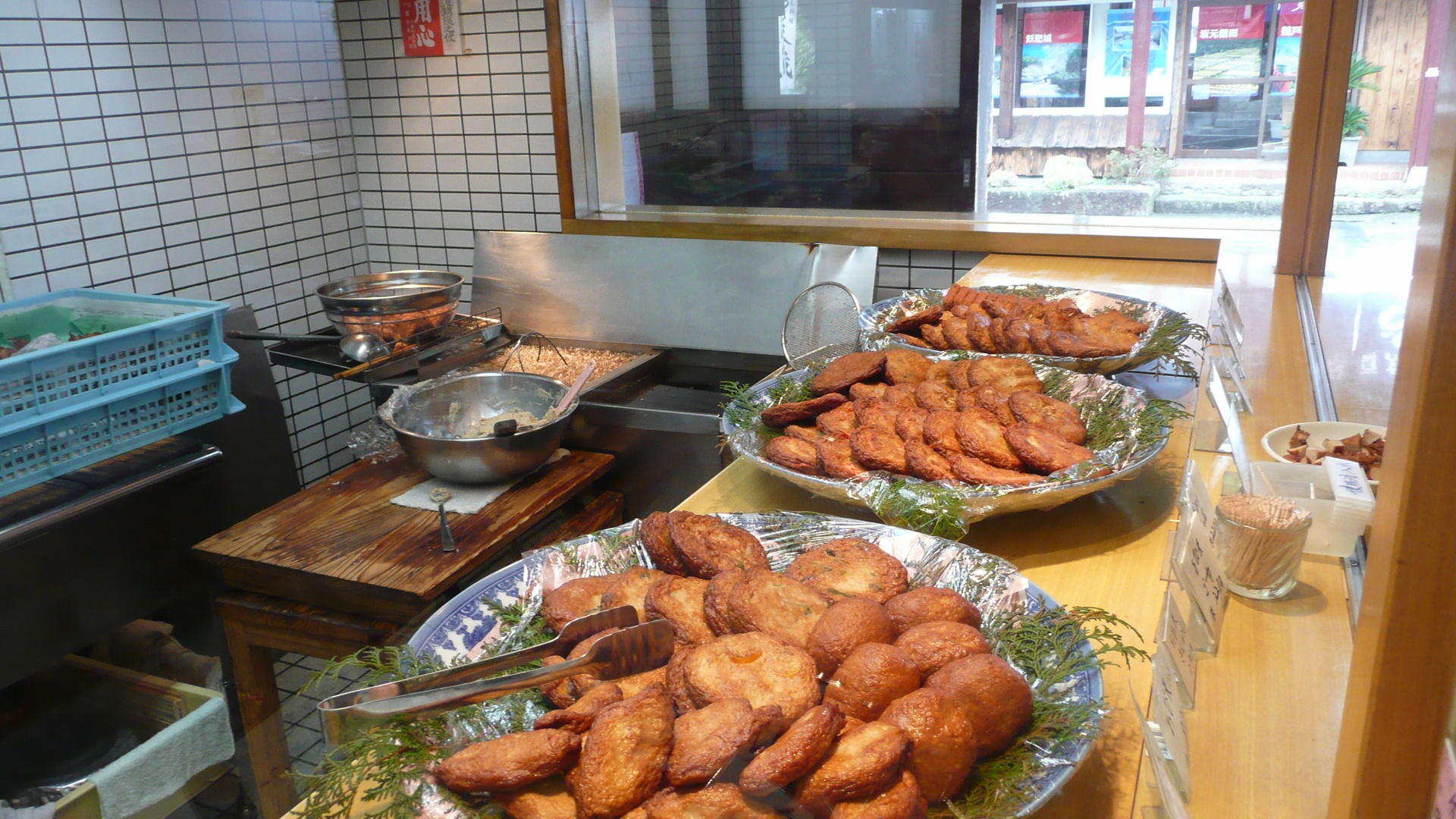
飫肥天

- サボテンハーブ園 - 2005年3月31日閉園
- 神社仏閣
  - 南郷地区
    - 稲荷神社、榎原神社、山之神神社、乙姫神社、潟上神社、霧島神社、俉社神社、脇本神社、八幡神社、行縢神社、津屋野神社、若宮神社、松尾神社、中村神社、八坂神社、日之御崎神社、贄波神社

  - 北郷地区
    - 潮嶽神社、大藤神社、住吉神社、郷原神社

  - 細田・大窪
    - 妻万神社、大窪神社、鈴嶽神社、塚田神社、萩之嶺神社、毛吉田神社、上方神社、九社神社、三島神社、隈谷神社、鵜戸窟権現神社

  - 酒谷地区
    - 岩井原神社、酒谷神社

  - 鵜戸地区
    - 伊比井神社、富土神社、宮浦神社、鵜戸神宮

  - 東郷地区
    - 益安神社、大宮神社、皇子神社、山宮神社

  - 飫肥地区
    - 山宮神社、愛宕神社、霧島神社、田ノ上八幡神社、五百禩神社、大将軍神社

  - 吾田地区
    - 吾田神社、岩崎稲荷神社、曹子神社

  - 油津地区
    - 恵比寿神社、駒宮神社、風田神社、吾平津神社、

## 日南市を舞台にした作品

### 映画・ドラマ
- 男はつらいよ 寅次郎の青春（1992年） - 男はつらいよシリーズ45作目（油津）
- わかば（2004年） - NHKの連続テレビ小説
- 危険なアネキ（2005年） - フジテレビの月9ドラマ
- 死都日本（2002年）、カグツチ（2008年） - 漫画と小説。霧島の噴火を逃れた主人公らが日南市の「日南はまゆう病院」へ向かう。

### CM
- サントリー飲料水「緑水」TVCM（2002年）のロケ地として使われる
- 小池里奈DVD「里奈は本日天然なり」で一部ロケ地として使われる
- 資生堂化粧水「エリクシールホワイト」のTVCM（2010年）のロケ地として使われる（出演：広末涼子）

## 著名な出身者
- 小倉処平（飫肥藩士、明治時代の官僚、大学南校少舎長・大学権大丞、大蔵省七等出仕、西南戦争時の西郷軍奇兵隊総軍監）
- 山田宗昌（戦国武将、酒谷城主、伊東家臣〈山田匡得〉）
- 小村壽太郎（政治家、元外務大臣、ポーツマス条約日本全権大使）
- 外山斎（政治家、元参議院議員）
- 坂元裕一（政治家、元宮崎県議会議長）
- 崎田恭平（政治家、前日南市長）
- 髙橋透（政治家、日南市長、元宮崎県議会議員）
- 河野俊二（経営者、元東京海上火災保険社長）
- 崎村忠士（経営者、元シナネンホールディングス社長、全国LPガス協会副会長）
- 安藤高行（法学者、九州大学 佐賀大学名誉教授）
- 和田元（植物学者、東京大学名誉教授、元日本植物脂質科学研究会会長）
- 服部新佐（苔研究家植物学者）
- 中島淳彦[13]（脚本家）
- 紗池晃久(池田晃久)（漫画家）
- 酒井祐春（作詞家、代表作「宮崎県民歌」）
- 疋田智（TBSプロデューサー、自転車ツーキニスト）
- 井上祐二（元プロ野球選手）
- 平下晃司（元プロ野球選手）
- ケムナ誠（プロ野球選手、広島東洋カープ所属）ハワイ生まれ、5歳から高校まで油津に在住
- 清水太志郎（プロバスケットボール選手、bjリーグ・埼玉ブロンコス所属）：吾田地区
- 瀬戸山京介（プロバスケットボール選手、bjリーグ・京都ハンナリーズ所属）：吾田地区
- 榎木田朱美（テレビ宮崎編成業務局長）
- DJ POCKY（坂元誠一）（ディスクジョッキー、JOY FM元アナウンサー）
- 秦基博（シンガーソングライター）小2の夏まで在住していた。
- 鬼束ちひろ（シンガーソングライター）
- 電波少女（ヒップホップクルー。メンバーのハシシ、nicecreamの両名とも当市出身）
- 高崎一生（将棋棋士）
- ボニート×ボニート（日南市ふるさとPR公認アイドル）
- 谷口浩美（オリンピックマラソンランナー）
- 地頭江音々（HKT48）
- 長谷川万大（シンガーソングライター）
- 田村浩平（中京テレビアナウンサー）
- MOL53(ラッパー)
- 齋藤麗王（プロボクサー）